# 鈴木達央
鈴木達央（日语：／ Suzuki Tatsuhisa，1983年11月11日—）是日本的男性聲優兼歌手。愛知縣岡崎市出身，出生地為千葉縣市川市，血型為O型，身高173cm，已脫離I'm Enterprise事務所，目前無所屬事務所。

## 經歷
鈴木在日本播音演技研究所名古屋學校訓練了3年後，正式進入I'm Enterprise事務所。之後依事務所方針又在日本播音演技研究所的東京學校訓練了一年。
2003年，以動畫「灌籃少年」的石井努一角正式出道。但實際上真正的出道作是在灌籃少年播出的半年前(2002年)在某廣播節目中播出的廣播劇，只是那部廣播劇沒有商品化。2004年，在聲優見面會「Saint Beast~聖獸們的聖宴~」中以一曲「Black or White?」受到堤健一郎賞識，受邀錄製單曲「Just a survivor」正式歌手出道，並開始歌手方面的活動。但後來因為堤先生離開Lantis，導致音樂活動一時終止。
2009年，個人音樂活動停止幾年後，以Ta_2的藝名組成樂團「OLDCODEX」簡稱「OCD」，並且在2009年10月21日發行首張迷你專輯，再次出道。2012、2014年皆獲得BL award聲優部門第一名。2015年，Animage的第37回「Anime GrandPrix」聲優部門大獎賽中得獎。
2020年1月22日，宣布与歌手LiSA結婚。
2021年，與粉絲A子於酒店幽會被揭發，並趁其妻LiSA正巡迴演出之時攜對象在家中幽會，獲得「不倫男」的稱號。其時雖發生於東京奧運舉行期間發生，但仍於日本Twitter流行趨勢上攻佔前五名，成為年度的「不倫男」代表。
2021年8月4日，宣布因身體原因而暫時停止活動。受此影響，由鈴木參演及演唱主題曲的劇場版《Free!-the Final Stroke-》官方於8月17日宣布暫停主題曲及預告片的發表，8月19日宣布鈴木仍將繼續參演《Free!》系列作品。
2021年8月30日宣布將陸續恢復活動，並於事務所官網發布親筆的致歉文書。
2021年12月27日宣布所屬樂團「OLDCODEX」將於2022年解散。
2023年10月31日發布退出原事務所I'm Enterprise。

## 人物
- 獨生子。父母取名時，除了本名以外的另一個候選名字為「朝太郎（Asatarou）」。達央二字讀作「たつひさ（Tatsuhisa）」，但曾有數回被誤唸或者特意唸為「たつお（Tatsuo）」[10]。小時候曾因為咬字不清而把自己的名字讀成「たちゅひさ（Tachuhisa）」。
- 成為聲優的契機是因為知道很喜歡的外國影集天龍特攻隊有日語配音，而對麥克風前的工作產生興趣。曾遭父母反對成為聲優，後來以不離開老家附近的條件之下，進入了日本播音演技研究所的名古屋分校。
- 與前野智昭在日本播音演技研究所的東京學校是同班同學。[11]並與宮野真守關係非常友好，兩人稱呼彼此的方式都是直呼對方的名字「達央（Tatsuhisa）」和「真守（Mamoru）」。與同為聲優的杉田智和、羽多野涉、寺島拓篤、市來光弘等人關係友好，合稱為「杉田組」。曾與羽多野涉組成組合 CELL DIVISION。
- 是《假面騎士BLACK》的影迷 [12]。

## 爭議事件
2021年7月30日，遭日本週刊拍攝到與一名女粉絲過從甚密，並在旅館及鈴木的住處兩人單獨共處一室，引起婚外情之爭議。

## 出演作品
主要角色以粗體顯示

### 電視動畫
2002年
- 神奇寶貝超世代（肯特）

2003年
- 灌籃少年（石井努）
- 天使怪盜（關本雅宏）
- 真珠美人魚（男、太刀三郎）

2004年
- 愛你寶貝（土屋和博、男A）
- 頭文字D Fourth Stage（齊藤）
- 怪俠佐羅利（怪獸、ALOHA男、黃鬼）
- 愛麗絲學園（橫井、Reo的部下D、男學生C）
- Get Ride! Amdriver（日语：Get_Ride!_アムドライバー）（研修生）
- KERORO軍曹（烏鴉B）
- 極道鮮師（父親、三年級學生C）
- 狂砂小子（部下們）
- 最遊記RELOAD GUNLOCK（部下、妖怪）
- 神奇寶貝超世代（Kento）
- 舞-HiME（男學生）

2005年
- IGPX（Chima）
- 克拉斯特學院（酷洛姆團1號、學生、羅德部下）
- KERORO軍曹（電視的聲音、老師）
- 交響詩篇艾蕾卡７（パーソナリティA）
- 極上生徒會（男子學生2）
- 地獄少女（宅配員 ）第6集
- 灼眼的夏娜（“琉眼”維奈）第14集
- SHUFFLE!（抽獎店店員）
- 喜歡所以喜歡（學生、部長）
- 曙光少女（安迪·安德森）
- TIDE LINE BLUE（日语：タイドライン・ブルー）（副長、大臣、てしお部長、子ダチョウ）
- 不可思議星球的雙胞胎公主（太陽王國的人）
- BLACK CAT（トルネオ配下）
- BLEACH 死神（死神）
- 舞-乙HiME（兵士）
- 怪俠佐羅利 第二季（多個配角）
- LOVELESS（學生、父親、男孩、男學生）
- 薔薇少女（野球社社員、花、男學生）

2006年
- 新大空魔龍（迪克‧阿爾凱因）
- 女生愛女生（柳本）
- 銀色的奧林西斯（日语：銀色のオリンシス）（Akira）
- 銀魂（政）
- 地獄少女 二籠（澤崎義郎、與平）第6集、第19集
- 零之使魔（ペリッソン、客人、少年時期的瓦德）
- 不可思議星球的雙胞胎公主 第二季（西洋劍部長、部長）
- ×××HOLiC（男）
- 甜蜜偶像（西澤祐二、ヴィンテージジーンズ刑事、體操大哥哥）
- 徹之進（Rinia）

2007年
- 花鈴的魔法戒（久我神）
- 灼眼的夏娜Ⅱ（“琉眼”維奈）
- 獸裝機攻（加門朔哉）
- Saint・Beast〜光陰敘事詩天使譚〜（日语：セイント・ビースト）（神官肩上的生物“パール”）
- 数码兽拯救者（玛格纳兽）
- 交響情人夢（橋本洋平）
- 快樂小兔幸運草（Charaku）

2008年
- 黑執事（多爾伊特子爵(阿雷斯特·錢帕)）
- 圖書館戰爭（手塚光）
- 秘密 〜The Revelation〜（元村Hiroto）
- 神奇寶貝鑽石&珍珠（阿馴）
- 灣岸競速（神谷真樹）
- 魔法禁書目錄（天井亞雄）

2009年
- 屍姫 玄（歪質）
- 天降之物（守形英四郎）
- 魔法禁書目錄（天井亞雄）
- 奇蹟列車~歡迎來到大江戶線~（西新宿五丁目吹）

2010年
- 守護貓娘緋鞠（柾木泰三）
- 黑执事II（多爾伊特子爵(阿雷斯特·錢帕)）
- 天降之物Forte（守形英四郎）
- 和殿下一起 1分鐘劇場（日语：殿といっしょ）（伊達政宗）
- 笨蛋，測驗，召喚獸（坂本雄二）

2011年
- SKET DANCE（武光震平）
- 和殿下一起～眼罩的野心～（日语：殿といっしょ）（伊達政宗）
- 笨蛋，測驗，召喚獸 第二期！（坂本雄二）
- 爆丸3狩獵保衛者（萊納斯）
- BLOOD-C（時真慎一郎）
- 純白交響曲（椋梨隼太）
- 戰鬥陀螺 鋼鐵奇兵 4D（克里斯）

2012年
- 狼羊物語（電視動畫版）（塔普）
- CRASH!（黑瀨桐）
- 黑子的籃球（高尾和成）
- 聖鬥士星矢Ω（榮斗）
- たまこちゃん與コックボー（日语：ユニキャラプロジェクト）（謎之帥哥）
- 鄰座的怪同學（吉田春）

2013年
- 革神語（赫血）
- 閃電十一人GO：銀河（井吹宗正、真名部的父親）
- 歌之☆王子殿下♪ 真愛2000%（黑崎蘭丸）
- 境界的彼方（名瀨博臣）
- SERVANT×SERVICE（長谷部豐）
- 科學超電磁砲S（天井亞雄）
- Free!（橘真琴）
- 黑子的籃球 第2季 （高尾和成）
- 魔王勇者（軍人子弟）
- 名偵探柯南（余田拓郎）710-711集（拆分版762-763集）

2014年
- 閃電十一人GO：銀河（莫斯·伽、艾奇魯·瑟菲多）
- 我家浴室的現况（鷹巢）
- 月刊少女野崎君（尾瀨）第2集、第6集、第9集、第10集
- 極黑的布倫希爾德（黑服）
- 鑽石王牌（三島優太）
- 七大罪（班）
- 信長之槍（傑克）
- 幕末Rock（高杉晋作）
- Happiness Charge 光之美少女！（山崎健太）
- Free!-Eternal Summer-（橘真琴）
- 鬼燈的冷徹（一寸法師、獄卒）
- 三坪房間的侵略者！？（松平賢治）

2015年
- Q版變型金剛 柯柏文歸來之謎（日语：キュートランスフォーマー 帰ってきたコンボイの謎）（禁閉）
- 黑子的籃球 第3季（高尾和成）
- 終結的熾天使（柊深夜）
- 歌之☆王子殿下♪ 真愛REVOLUTIONS（黑崎蘭丸）
- 攻殻機動隊ARISE ALTERNATIVE ARCHITECTURE（ホセ）
- Q版變型金剛 柯柏文歸來之謎：更高人氣者之路（日语：キュートランスフォーマー 帰ってきたコンボイの謎）（禁閉）
- 魔鬼戀人 MORE,BLOOD（無神悠真）[14]
- 蒼穹之戰神 EXODUS（陣內貢）
- 與魔共舞 (日本)（Dance With Devils）（羅恩）
- 全部成為F THE PERFECT INSIDER（山根幸宏）
- 終結的熾天使 名古屋決戰篇（柊深夜）
- 神奇寶貝XY&Z（一平）

2016年
- 歌之☆王子殿下♪ 真愛LEGEND STAR（黑崎蘭丸）
- 在下坂本，有何貴幹？（安田）
- Scared Rider Xechs（驹江 克里斯托弗·阳介）
- 粗點心戰爭（遠藤豆、美味棒）
- 疾走王子Alternative（妹尾匡）
- 迷家（瓦爾卡納）
- 腐男子高校生活（白鳥勇次郎）
- 吸血鬼僕人（椿）
- 魔法少女？Naria☆Girls（日语：魔法少女%3Fなりあ☆がーるず）（運動魔獸）
- 月歌。THE ANIMATION（朏讓）
- 91Days（沃爾普）
- 七大罪 聖戰的預兆（班）
- 漂流武士（菅野直）

2017年
- 龍族拼圖X（庫洛艾爾）
- élDLIVE宇宙警探（雷恩·布里克）
- 新選組鎮魂歌 二分之一（土方歲三）[15]
- 蠟筆小新（犬飼）
- 黑色推銷員NEW（網雲豪）
- 不正經的魔術講師與禁忌教典（賈提斯·洛範）
- 覆面系NOISE（三古田瑛士）
- 名侦探柯南（千野洋介）857-858集（拆分版912-913集）
- 潔癖男子青山！（折原洋二）
- 猜謎王（新名匠）
- 辣妹與我的第一次（御手洗大）
- 地獄少女 宵伽（宅配屋）
- 國王遊戲 The Animation（佐藤勇一）
- 夢幻慶典R（小笠原明日真）
- 調教咖啡廳（秋月紅葉、掌櫃）

2018年
- 皇帝聖印戰記 （イオン）
- 七大罪 戒律的復活 （班）
- 粗點心戰爭2 （遠藤豆）
- 魔法少女 俺 （魔法少女一切瘋狂的美）
- 銀河英雄傳說 Die Neue These 邂逅 （奧利佛·波布蘭）
- 魔法少女網站 （美炭貴一郎）
- 敦君與女朋友  （莊敦大）
- MEGALOBOX 機甲拳擊（白都樹生）
- Butlers～千年百年物語～ （神宮寺高馬）
- ISLAND （三千界切那）
- 陰陽師・平安物語 （源博雅）
- Angolmois 元寇合戰記 （阿比留彌次郎）
- 京都寺町三條商店街的福爾摩斯（梶原冬樹）
- Free!-Dive to the Future-（橘真琴[16]）
- 刃牙（柴千春)
- 龍族拼圖 (HIDETO)
- 千銃士 （煙槍)
- BAKUMATSU（德川慶喜[17]）
- JoJo的奇妙冒險 黃金之風（普羅修特）
- 梅露可物語 -無精打采的少年與瓶中少女-（簡特爾）

2019年
- 南無阿彌陀佛!-蓮台 UTENA-（阿修羅王）
- 進擊的巨人 Season 3 ( 葛萊斯 )
- MIX（赤井智仁）
- 獵獸神兵 (羅伊／加姆)
- 實況主的逃脫遊戲【直播中】 (源氏光)
- 刺客守則 (威廉·金)
- 警視廳 特務部 特殊凶惡犯對策室 第七課 -特7- ( 二條孔雀 )
- 七大罪 眾神的逆麟（班）

2020年
- 索瑪麗與森林之神（八柱）
- 轉生成女性向遊戲只有毀滅END的壞人大小姐（亞蘭・史提亞德）
- 昨日之歌（木之下）[18]
- 王者天下3（項翼）
- 魔王學院的不適任者～史上最強的魔王始祖，轉生就讀子孫們的學校～（阿諾斯·波魯迪戈烏多[19]）
- 寶可夢 旅途（奇巴納(初代)）
- 戀與製作人（鍾易）
- 憂國的莫里亞蒂（ブリッツ・エンダース）

2021年
- 黑色五葉草（澤農·佐格拉提斯）
- 七大罪 憤怒的審判（班）
- 怪病醫拉姆尼（空巢）
- 進擊的巨人 The Final Season（葛萊斯）
- 灼熱卡巴迪（水澄京平）
- 真白之音（永森雷）
- 東京復仇者（龍宮寺堅(初代)）
- 入間同學入魔了！（羅諾威·羅米耶爾）
- NOMAD MEGALOBOX 機甲拳擊 2（白都樹生）
- 通靈王（第2作）（杉本良）
- 轉生成女性向遊戲只有毀滅END的壞人大小姐X（亞蘭·史提亞德）
- 特斯拉筆記（庫爾馬）
- 魯邦三世 PART6（明智小五郎）

2022年
- 王者天下4（項翼）
- VAZZROCK THE ANIMATION（朏讓）

2023年
- 尼爾：自動人形 Ver1.1a（夏娃[20]）
- 最強陰陽師的異世界轉生記（丹尼斯·林伽）
- MIX 第二季 ～第二個夏天，邁向晴空～（赤井智仁）
- 名侦探柯南（會澤玲二）1084集（拆分版1142集）

2024年
- THE NEW GATE（ウォルフガング・エストレア[21]）
- 青之驅魔師 雪之盡頭篇（撒旦）

2025年
- 青之驅魔師 終夜篇（撒旦[22]）

時期未定
- 陰陽百鬼物語（源博雅）

### OVA
2004年
- 時空幻境 The Animation（エルフA）

2005年
- Saint・Beast〜幾千個晝與夜篇〜（日语：セイント・ビースト）（神官肩上的生物“パール”）

2006年
- CLUSTER EDGE Secret Episode（酷洛姆團1號）
- sin in the rain（嫌疑犯）

2008年
- 絕對衝激 ～柏拉圖之心～（本間治基）

2009年
- 異世界聖機師物語（尤萊特）

2010年
- 天降之物（守形英四郎）
- 和殿下一起（日语：殿といっしょ）（伊達政宗）

2011年
- 笨蛋、測驗、召喚獸 〜祭典〜（坂本雄二）
- VitaminX Addiction（日语：VitaminX）（真壁翼）

2012年
- 鋼索危情（日语：タイトロープ_(漫画)）（大原龍之介）
- 味噌養成魔法使（日语：魔法使いなら味噌を喰え!）（八丁屋将太）

2013年
- 鄰座的怪同學 鄰座的極道同學（春之介）※漫畫第12卷特裝版附錄DVD
- Kick-Heart（假面男M）※汤浅政明利用Kickstarter众筹资金制作的动画

2014年
- 今際之國的闖關者（苅部大吉）※漫畫第12卷特裝版附錄DVD
- 史上最強弟子兼一（実況）※單行本第55卷特装版附錄OVA
- 幕末Rock OVA『湯煙推理劇!温泉怪事件ぜよ!』（高杉晋作）

2015年
- 十三支演義_〜偃月三国傳〜 外傳 幽州幻夜（日语：十三支演義_〜偃月三国伝〜）（夏侯惇）
- 東京喰種【JACK】（リョウ）
- 七大罪（班）※原作第15卷限定版附錄DVD

2018年
- Free!－Dive to the Future－第0話（橘真琴）

2020年
- 失憶投捕OVA（藤堂葵[23]）

### 動畫電影
2006年
- 超劇場版 Keroro軍曹（山田老師）
- 怪俠佐羅利謎之寶物大作戰（ニャンガ）

2009年
- 地下巧克力（日语：チョコレート・アンダーグラウンド）（约翰·布雷依兹）

2010年
- 閃電十一人 最強軍團王牙來襲（艾斯卡·帕梅魯(エスカ・バメル)）

2011年
- 天降之物 計時的悲傷女神（守形英四郎）
- 永遠之久遠（坂卷亮）

2012年
- 圖書館戰爭 革命之翼（手塚光）
- Blood-C The Last Dark（時真慎一郎）

2013年
- 甜甜圈貓（日语：どーにゃつ）（小抹(まっちゃん)）

2014年
- 攻殼機動隊 ARISE（干瀨晶）
- 天降之物Final 永遠的我的鳥籠（守形英四郎）

2015年
- 境界的彼方-I'LL BE HERE-劇場版 過去篇（名瀨博臣）
- 境界的彼方-I'LL BE HERE-劇場版 未來篇（名瀨博臣）
- High Speed! -Free! Starting Days-（橘真琴）

2016年
- 黑子的籃球 winter cup 總集篇-門扉的對面-（高尾和成）

2017年
- 想要傳達你的聲音（日语：きみの声をとどけたい）（川袋将暉）
- 黑子的籃球-last game-（高尾和成）
- 劇場版 黑執事 Book of the Atlantic（阿雷斯特·钱帕（多尔伊特子爵））
- 劇場版 Free!-Timeless Medley-（橘真琴）
- 特別版 Free!-Take Your Marks-（橘真琴）
- Dance with Devils -Fortuna-（罗恩）

2018年
- 劇場版 吸血鬼僕人 -Alice in the Garden-（椿）
- 劇場版 七大罪 天空的囚人（班）

2019年
- 劇場版 歌之☆王子殿下♪ 真愛KINGDOM（黑崎蘭丸）
- 劇場版 Free!-Road to the World-夢（橘真琴）
- 我們的7日戰爭（緒形壯馬）

2021年
- 劇場版 七大罪 被光詛咒的人們（班）
- 劇場版 Free!-the Final Stroke- 前篇（橘真琴）

2022年
- 劇場版 Free!-the Final Stroke- 後篇（橘真琴）

2023年
- 劇場版 轉生成女性向遊戲只有毀滅END的壞人大小姐（亞蘭·史提亞德[24]）

2024年
- RABBITS KINGDOM THE MOVIE（狼炎[25]）

2025年
- 劇場版 歌之☆王子殿下♪ TABOO NIGHT XXXX（黑崎蘭丸[26]）

### 活動動畫
2014年
- ZEPHYR（NED）※Rejet Fes.2014 限定動畫

### 網路動畫
2011年
- 帥氣可愛宣言！（福田、湯姆、鷹）

2014年
- Go!Go!家電男子（日语：Go!Go!家電男子）（揚聲器兄弟、電熨斗前輩、拍立得相機前輩）

2016年
- 最終幻想15兄弟情（諾克堤斯·路希斯·切拉姆）

2017年
- SAKURA Internet 新生（遠野公平）[27]）
- 梦王国与沉睡的100王子 短篇动画（瓦伊利）
- 夢幻慶典R（小笠原明日真）

2018年
- 殭屍少女的災難（阿部昌弘）

2019年
- 拳願阿修羅（十鬼蛇王馬[28]）
- 無限住人-IMMORTAL-（凶戴斗）

2020年
- 碳變：義體置換（健（武·科瓦奇））

2021年
- 終末的女武神（濕婆）

2023年
- 終末的女武神II（濕婆[29]）

2024年
- 格林童話變奏曲（雅各[30]）
- 範馬刃牙 VS 拳願阿修羅（十鬼蛇王馬[31]、柴千春[32]）
- Fate/Grand Order 搞不懂的藤丸立香 第2期（马嘶）

### 遊戲
2003年
- [PS2] 少女義經傳（日语：少女義経伝）（鈴木）
- [PS2] DEAR BOYS Fast Break!（石井努）

2005年
- [PS2] 少女義經傳‧貳〜跨越時空的姻緣〜（日语：少女義経伝・弐 〜刻を超える契り〜）（鈴木）
- [PS2] リアライズ -Panorama Luminary（日语：リアライズ -Panorama Luminary-）（伏見修司）
- [PC/PS2] Little Aid（日语：Little Aid）（内沼葛）

2006年
- [PC] Etude prologue 〜揺れ動く心のかたち〜（日语：Etude prologue 〜揺れ動く心のかたち〜）（内沼葛）※PS2・PSP版のみ
- [PC] CLUSTER EDGE 〜在等待着你的為來之証〜（酷洛姆團1號）
- [PS2] 灼眼的夏娜（“琉眼”維奈）
- [PS2] 轉生八犬士封魔錄（日语：転生八犬士封魔録）（乾幸城）
- [PC] Palais de Reine（日语：パレドゥレーヌ）（溫弗利特）

2007年
- [PS2] 天使计划（托马斯）
- [NDS] 灼眼的夏娜（“琉眼”維奈）
- [PS2] 魂之搖籃 侵蝕世界者（雷比、ラスキュラン）
- [PS2] Tales of Fandom Vol.2（日语：テイルズ オブ ファンダム Vol.2）（ラリー・ヒューズ）
- [PS2] Panic Palette（日语：Panic Palette）（内沼葛）
- [PC] Palais de Royale（日语：パレドゥレーヌ）（溫弗利特）
- [PS2] VitaminX（日语：VitaminX）（真壁翼）
- [Wii] 聖火降魔錄 曉之女神（ライ）

2008年
- [PS] Lの季節 〜A piece of memories〜（日语：Lの季節 〜A piece of memories〜）（桐生真）
- [PS2] 神代學園幻光録 クル・ヌ・ギ・ア（御堂篤）
- [PC] 緋紅帝國（日语：クリムゾン・エンパイア〜Circumstance to serve a noble〜）（布莱恩·卡佩拉）
- [PC] 初音岛Girl's Symphony（四之宫稜平）
- [PSP] Panic Palette Portable（日语：Panic Palette）（内沼葛）
- [NDS] VitaminX Evolution（日语：VitaminX）（真壁翼）
- [NDS] VitaminY（日语：VitaminX）（真壁翼）
- [PS2] Petit Four（日语：プティフール）（真田和树）

2009年
- [PSP] 安迪佛納的聖歌姬 〜天使的乐谱Op.A〜（日语：アンティフォナの聖歌姫 〜天使の楽譜 Op.A〜）（イグナーツ）
- [PS2] L2 Love×Loop（日语：L2 Love×Loop）（カイン）
- [PS2] 锻造师 黑翼之章（日语：カヌチ）（タカミ・テオ）
- [PC] 緋紅皇家（日语：クリムゾン・エンパイア〜Circumstance to serve a noble〜）（布莱恩·卡佩拉）
- [PS2] 死亡连接（日语：デス・コネクション）（韦沙斯）
- [PSP] 拼圖 -我們的48小時戰爭-（日语：パズル (小説)）（飯川龍一）
- [PS2] VitaminZ（日语：VitaminZ）（真壁翼）
- [PS2] Lucian Bee's RESURRECTION SUPERNOVA（日语：Lucian Bee's RESURRECTION SUPERNOVA）（VAN・CAIEN）

2010年
- [PC] あすか! 〜僕ら星灯高校野球団〜（風本七生）
- [PS2] 锻造师 雙翼（日语：カヌチ）（タカミ・テオ）
- [PS2] Scared Rider Xechs（驹江 克里斯托弗·阳介）
- [PSP] 天降之物－怦然心動的暑假－（守形英四郎）
- [PSP] 初音岛Girl's Symphony Pocket（四之宫稜平）
- [PSP] TAKUYO Mix Box 〜ファーストアニバーサリー〜（内沼葛）
- [NDS] 堕天使的甜蜜诱惑×快感指令（日语：快感フレーズ）（大河内咲也）
- [PSP] VitaminX Evolution Plus（日语：VitaminX）（真壁翼）
- [PS2] VitaminZ Revolution（日语：VitaminZ）（真壁翼）
- [PSP] 恋愛番長 命短し、恋せよ乙女! Love is Power（日语：恋愛番長）（ドS番長）
- [PSP] Lucian Bee's 〜正義之黃（日语：Lucian Bee's RESURRECTION SUPERNOVA）（VAN・CAIEN）
- [PSP] Lucian Bee's 〜邪惡之紫（日语：Lucian Bee's RESURRECTION SUPERNOVA）（VAN・CAIEN）

2011年
- [Wii] 閃電十一人 王牌前鋒（艾斯卡・帕梅魯）
- [PSP] 光明騎士 4 Over Reloaded（日语：グローランサーIV）（馬格納斯）
- [PS3/Xbox 360] 決勝時刻：現代戰爭3（桑德曼軍事長）
- [PSP] 最後的約束的故事（日语：最後の約束の物語）（ラシュディ・アグリオス）
- [PSP] 死神与少女（日语：死神と少女）（日生光）
- [PS2] Scared Rider Xechs-STARDUST LOVERS-（驹江 克里斯托弗·阳介）
- [NDS] 天降之物Forte Dreamy Season（守形英四郎）
- [PSP] 第2次超級機器人大戰Z 破界篇（加門朔哉）
- [PS2] 死亡连接 Portable（日语：デス・コネクション）（韋沙斯）
- [PC] TOKYOヤマノテBOYS HONEY MILK（桐嶋伊織）
- [PC] TOKYOヤマノテBOYS SUPER MINT（桐嶋伊織）
- [PC] TOKYOヤマノテBOYS DARK CHERRY（桐嶋伊織）
- [PSP] VitaminXtoZ（真壁翼）
- [PSP] Black Robinia（香津木零）
- [PSP] 文明開華 葵座異聞録（日语：文明開華 葵座異聞録）（蜂須賀陽太）
- [PS3] 魔界戰記4（瓦爾巴特傑）
- [PS3] 魔界戰記4 風花＆迪絲可篇（瓦爾巴特傑）
- [PSP] 純白交響曲 *mutsu-no-hana（椋梨隼太）

2012年
- [PSP] 歌之王子殿下 Debut（黑崎蘭丸）
- [PSP] 官能昔話 Portable（一寸法師）
- [PSP] Glass Heart Princess（日语：Glass Heart Princess）（烏丸幸斗）
- [PSP] 黑子的籃球 奇蹟的比賽（高尾和成）
- [PSP] 黑豹2 人中之龍 阿修羅篇（三上優太）
- [PC] Shinobazu Seven（大宅澤）
- [PSP] 十三支演義 〜偃月三国伝〜（日语：十三支演義 〜偃月三国伝〜）（夏侯惇）
- [街機] 超級戰隊對決Dice-O DX（兔田・Lettuce）
- [PSP] Scared Rider Xechs I+FD Portable（驹江 克里斯托弗·阳介）
- [PSP] 聖鬥士星矢Ω 終極小宇宙（栄斗）
- [PSP] 第2次超級機器人大戰Z 再世篇（加門朔哉）
- [PC] TOKYOヤマノテBOYS SWEET JELLY BEANS（桐嶋伊織）
- [PC] TOKYOヤマノテBOYS FRESH GINGER（桐嶋伊織）
- [PSP] 笨蛋，測驗，召喚獸 Portable（坂本雄二）
- [PSP] VitaminX Detective B6（日语：VitaminX）（真壁翼）
- [PSP] 文明開華 葵座異聞錄 再演（日语：文明開華 葵座異聞録）（蜂須賀陽太）
- [PC] 魔王がこーりんぐ!（魔王）
- [3DS] 符文工廠 4（日语：ルーンファクトリー4）（亞瑟）
- [PSP] 恋愛番長2 MidnightLesson!!!（日语：恋愛番長）（ドS番長）

2013年
- [3DS] 閃電十一人GO3 銀河 大霹靂/超新星（井吹宗正）
- [PSP] 歌之王子殿下 All Star（黑崎蘭丸）
- [PSP] 歌之王子殿下 MUSIC 2（黑崎蘭丸）
- [PSP] O*G*A 鬼ごっこロワイアル ハンターは孤島で恋をする（珠舞木房之介）
- [PSP] Glass Heart Princess:PLATINUM（日语：Glass Heart Princess）（烏丸幸斗）
- [PS3] JOJO的奇妙冒險ALL STAR BATTLE（日语：ジョジョの奇妙な冒険 オールスターバトル）（ギアッチョ）
- [3DS] 超級機器人大戰UX（加門朔哉）
- [PSV] 柏青機狂V 絕對衝激II（本間治基宗正）
- [PS3] Tiny×MACHINEGUN（日语：Tiny×MACHINEGUN）（ブレイク）
- [3DS] 紙箱戰機WARS（井吹宗正）
- [PSP] Diabolik lovers more blood（無神悠真）
- [PSP] TOKYOヤマノテBOYS Portable SUPER MINT（桐嶋伊織）
- [PSP] VitaminR （藤重一真）
- [手機] 嫁コレ（日语：嫁コレ）（吉田春）

2014年
- [PC] あかやあかしやあやかしの（青年A）
- [PSV] 跨越俺的屍體前進吧2（日语：俺の屍を越えてゆけ2）（黑鐵右京、稻荷之狐次郎、火車丸）
- [手機] 碧藍幻想（ヘルナル）
- [3DS] 黑子的籃球 向勝利的奇蹟（高尾和成）
- [PSP] 戀愛忍法帖（日语：忍び、恋うつつ）（穴山大介）
- [PSP] 十三支演義 〜偃月三国傳2〜（日语：十三支演義 〜偃月三国伝〜）（夏侯惇）
- [手機] 巴哈姆特之怒（イアン）
- [PC] 進め! 闇魔法結社（ストームナイト / 天月優）
- [WiiU] 零～濡鴉之巫女～(放生蓮)
- [PSV/PS3] 第3次超級機器人大戰Z 時獄篇（加門朔哉）
- [PSV] Diabolik Lovers VANDEAD CARNIVAL（無神悠真）
- [PSP] 幕末Rock（高杉晋作）
- [PSP] 幕末Rock 超魂（高杉晋作）
- [PSP] VitaminX Evolution Plus（日语：VitaminX）（真壁翼）
- [PSV] 魔界戰記4 Return（瓦爾巴特傑）
- [手機] 嫁コレ（日语：嫁コレ）（長谷部豐）
- [手機(iOS)] UTA☆PRI ISLAND（黑崎蘭丸）

2015年
- [PSP] 歌之王子殿下 All Star After Secret（黑崎蘭丸）
- [PC] 神足町人妖譚 〜迷イ子ノ章〜（御幸耀）
- [3DS] 黑子的籃球 未來的羈絆（高尾和成）
- [3DS] 小林可愛到爆！！連遊戲也萌到最高點(*´ェ`*)（エリオ・ファルコーネ）
- [PSV] 戀愛忍法帖― 雪月花戀繪卷 ―（日语：忍び、恋うつつ）（穴山大介）
- [PSV] Scared Rider Xechs Rev.（驹江 克里斯托弗·阳介）
- [PSV/PS3] 第3次超級機器人大戰Z 天獄篇（加門朔哉）
- [PSV] DIABOLIK LOVERS DARK FATE（無神悠真）
- [PSV] DIABOLIK LOVERS MORE,BLOOD LIMITED V EDITION（無神悠真）
- [PSV] 七大罪 真實的冤罪（班）
- [PSV] 七大罪 口袋中的騎士團（班）
- [PS4] 最终幻想XIV：新生艾奧傑亞（アイメリク）
- [手機] 夢王國與沉睡中的100位王子殿下（尤里烏斯、瓦伊里）
- [手機] 嫁コレ（日语：嫁コレ）（高杉晋作、班）
- [PSP] 疾走王子Alternative（妹尾匡）
- [手機(Android)] UTA☆PRI ISLAND（黑崎蘭丸）

2016
- [PSV] 歌之王子殿下 MUSIC 3（黑崎蘭丸）
- [街機] 雙槍激鬥 3（アルゴー・オードナー）
- [PSV] 鋼彈創壞者 3（日语：ガンダムブレイカー3）（ウィル）
- [PSV]PsychicEmotion6（火之宮一輝）
- [PSV] 數亂digit（肆形有比）
- [手機]白貓 Project（ネモ）
- [PSV] 極限逃脫 時刻困境（淳平）
- [PSV] 與魔共舞 (日本)( Dance With Devils )（羅恩）
- [PSV] DIABOLIK LOVERS LUNATIC PARADE（無神悠真）
- [PS4/XBOX] 最終幻想XV（諾克提斯・路西斯・伽拉姆）
- [手機] 龍息之焰 6：白龍的守護者（日语：ブレス オブ ファイア）（男性主人公）
- [手遊] Template:消滅都市（胡蜂）

2017
- [PS4/PC] 尼尔：机械纪元（夏娃）
- [手機] 聖火降魔錄 英雄雲集（阿爾馮斯、貝爾特克、布拉米蒙德、萊伊）
- [手機] 陰陽師（源博雅）

2018
- [街機/PS4] 最终幻想 纷争NT（諾克提斯・路西斯・伽拉姆）
- [街機/PS4/PC/XBOX] 铁拳7（諾克提斯・路西斯・伽拉姆）
- [手機] 食之契約（竹筒飯）

2019
- [Switch] 符文工廠4（亞瑟）
- [Switch] 妖怪手錶4 我們仰望著同一片天空（紫炎）
- [手機]  失落的龍絆 (阿爾馮斯)
- [手機]  Fate/Grand Order (馬嘶)
- [手機]  魔法禁書目錄 幻想收束 (天井亚雄)
- [手機]  寶可夢大師（大葉）

2020
- [Switch/手機] 被囚禁的掌心 Refrain（門司）
- [手機] 明日方舟（奥斯塔）
- [手機] 拳皇全明星（班）

2021
- [手機] CrashFever（阿諾斯）

### 吹替
2006年
- 納尼亞傳奇：獅子·女巫·魔衣櫥（成年的愛德蒙 佩文西 〈Mark Wells〉）

2007年
- Cold Case 迷宮事件簿 第三季 第12集（Boris Litvak）

2009年
- Kamen Rider：Dragon Knight（Kit Taylor/假面騎士龍騎 〈Stephen Lunsford〉）
- Cold Case 迷宮事件簿 第五季 #4集（Bingo Zohar）

2010年
- 大騙局 第三季 第1集（Joey）
- CSI犯罪現場 第8集（Kip Westerman）

2012年
- 犯罪心理 第13集（Ray Donovan）
- The Speak（日语：スピーク (映画)）（Shelly 〈Steven Nelson〉）

2013年
- 科赫教授和我們的革命（日语：コッホ先生と僕らの革命）（Konrad Koch 〈丹尼爾·布爾〉）※德國電影

2014年
- 歡樂合唱團（Andrew Cosgrove）
- 分歧者（Tobias "Four" Eaton 〈席歐·詹姆斯〉）

2017年
- 金剛戰士（「黑衣戰士」柴克·泰勒）

### 特攝
2012年
- 假面騎士x超級戰隊 超級英雄大戰（兔田‧Lettuce、假面騎士龍騎、魔法紅）
- 網路版假面騎士x超級戰隊超級英雄大事件〜犯人到底是誰〜（兔田‧Lettuce、假面騎士OOO）
- 特命戰隊Go Busters（兔田‧Lettuce）
- 特命戰隊Go Busters THE MOVIE 保護東京Enetower!（兔田‧Lettuce）

2013年
- 假面騎士×超級戰隊×宇宙刑事 超級英雄大戰Z（兔田‧Lettuce、假面騎士電王）
- 特命戰隊Go Busters VS 海賊戰隊豪快者 THE MOVIE（兔田‧Lettuce）
- 歸來的特命戰隊Go Busters VS 動物戰隊Go Busters（日语：帰ってきた特命戦隊ゴーバスターズVS動物戦隊ゴーバスターズ）（道明寺アツシ(真人演出)/Green Hippopotamus、兔田‧Lettuce）

2015年
- 劇場版 超人力霸王銀河S 決戰!奧特曼10勇士!!（超時空魔神艾塔爾加）

### 電視·網路節目
- 花の声優界! スター☆ボウリング（日语：花の声優界! スター☆ボウリング） 新春から吠えて笑って大暴投SP (2006年1月1日)
- 元気と達央のMYSTIC OPERATION COMPANY（声優Wave：2004年11月23日 - 2006年6月30日）
- Fami通TV 3rd SEASON（與小清水亞美、內田真禮共同主持)（2010年10月1日 - 2011年12月23日）
- Production I.G 鈴木達央のI.G来ちゃいました。(全7回：2012年5月23日 - 6月25日)
- アニソンぷらす「鄰座的怪同學 大特集」 (TV：2012年10月29日 / WEB配信開始:11月2日)
- 諏訪部順一のとびだせ!!︎飲み仲間 (AT-X：第1話2015年12月18日、第2話2016年1月1日)
- UNCOVERED FINAL FANTASY XV 祭 (ニコニコ生放送：2016年3月31日)
- 粗點心戰爭 阿部敦・鈴木達央のふたり遠足 (TBSチャンネル：前篇2016年7月18日、後篇8月1日)

### 見面會·DVD
- 革神语 ～らじかん～ACE 2013 WHITE Stage Event (2013年3月31日)
- 歌之王子殿下
  - マジLOVE2000％ 第1話Premiere上映会 (2013年3月31日)
  - マジLOVE LIVE 3rd STAGE (2013年12月1日)
  - マジLOVE LIVE 4th STAGE (2015年1月31日、2月1日)
  - マジLOVE LIVE 5th STAGE (2016年1月16日、17日)
  - マジLOVE LIVE 6th STAGE (2017年5月27日、28日)
- 終結的熾天使
  - Special Event "せらふぇす" (2015年9月21日)
  - Jump Festa 2016 Stage Event (2015年12月20日)
- KAMEN RIDER DRAGON KNIGHT SPECIAL EVENT (2010年1月11日)
- 境界的彼方Special Event (2014年3月23日)
- QuinRose（日语：QuinRose） MIX. 〜2009.February〜 (2009年2月22日)
- 黑子的籃球
  - KUROBAS CUP2013 (2013年7月7日)
  - Blu-ray・DVD＆CD 發售紀念 Event (2014年6月15日)
  - KUROBAS CUP2015 (2015年9月20日)
- 黑執事
  - その執事、終章〜最後の晩餐を貴方と共に〜
  - その執事、狂騒〜赤いヴァレンタイン〜
- Servant x Service
  - 「ドリームジャンボサバ投票」決選投票会 (2013年6月30日)
  - 鯖祭り2013 (2013年12月8日)
  - 夏祭りだよ！全員集合 (2014年8月10日)
- Scared Rider Xechs
  - TANABATA GIG 2012 黄金の織姫たちへ (2012年7月7日)
  - NEW DAYS 2016 春のサブミッション (2016年4月3日)
- 全部成為F presents 国際理系映画祭 2015(2015年12月23日)
- Saint・Beast（日语：セイント・ビースト） ケダモノたちの聖なる宴 (2004年10月2日)
- CELL DIVISION first divided the DVD
- 鑽石王牌
  - 職棒全明星賽 (2014年4月29日)
  - 職棒全明星賽Ⅱ (2015年11月29日)
- 粗點心戰爭 Special Even (2016年5月28日)
- TOKYOヤマノテBOYS 2013 ALL STAR (2013年3月17日)
- 圖書館戰爭「関東図書隊緊急フォーラム」
- 七大罪
  - 七大罪 FES (2015年7月25日、26日)
  - Anime Japan 2016 Stage Event (2016年3月27日)
- 信長之槍1・2話先行上映会 (2013年12月25日)
- 幕末Rock
  - 超絶頂★雷舞 (2014年11月2日)
  - 超超絶頂★雷舞 (2016年2月28日)
- 春空・そよ風・オトメイロ D.C. Girl's Symphony Pocket 君と過ごす休日
- VitaminR
  - VitaminR Ｗ６クエスト☆不良行進曲 (2014年2月2日)
  - VitaminR 東京凱旋公演 アヴニール組曲 (2015年4月12日)
- VitaminX（日语：VitaminX）
  - VitaminX いくぜっ!トキメキ☆フルバースト (2007年6月24日)
  - VitaminX いくぜっ!トキメキ☆フルバースト Evolution (2008年7月20日)
  - VitaminXtoZ いくぜっ!究極（ハイパー）★エクスプロージョン (2010年9月12日)
  - VitaminX 修学旅行 in 沖縄!DVD
  - VitaminX いくぜっ！極上(ウルトラ)★アディクション (2011年9月4日)
  - VitaminX いくぜっ!キラメキ★フルバースト 俺たちENDLESSX!! (2012年9月9日)
  - VitaminX B6緊急ミーティング＆ライブ!? (2013年2月2日)
- 劇場版BLOOD-C BLOODC"arnival (2012年4月22日)
- Free!
  - Free! 第1話先行上映イベント (2013年6月26日)
  - Free! スペシャルトークイベント (2014年1月26日)
  - Free! 関西上陸スペシャル (2014年5月11日)
  - Free!-Eternal Summer- 岩鳶・鮫柄 合同文化祭(2015年3月22日)
- 魔王勇者
  - 放送直前イベント「駄肉祭」(2012年12月29日)
  - 朗読劇 「人間宣言 ～名もなき少女が 魂の解放を叫ぶ～」 (2013年8月18日)
- 森川智之＆檜山修之トークライブ
  - 「おまえらのためだろ！第45彈」(2014年9月28日)
  - 「おまえらのためだろ！第48彈」(2016年6月10日)
- 迷家 納鳴村市場 in 新宿アルタ (2016年5月12日)
- Lucian Bee's RESURRECTION SUPERNOVA（日语：Lucian Bee's RESURRECTION SUPERNOVA） LIVE DVD ROMANXIA WORLD TOUR 2010 in YOKOHAMA
- O*G*A 鬼ごっこロワイアル～輝白祭2011～メモリアルセレクション（2011年10月23日）

### 舞台劇
- クロジ（日语：クロジ (劇団)）第11回公演「かみさまのおかお」(全9場：2012年12月19日 - 24日)

### 電影
2015年
- 圖書館戰爭 -THE LAST MISSION-

### 廣播節目
- VOICE CREW（日语：VOICE CREW）（第13代主持人，與早水理沙共同主持）（2004年4月4日 - 9月26日）
- 集英學園乙女研究部（日语：集英学園乙女研究部）（與諏訪部順一共同主持）（2005年4月10日 - 2008年6月29日）
- 高橋直純Trouble Maker（日语：高橋直純Trouble Maker）（與高橋直純共同主持）（2005年10月2日 - 2007年9月30日）
- 倉橋トキヤ×佐伯カズナ CELL DIVISIONの男話室13（與羽多野涉共同主持）（2006年2月3日 - 2006年9月29日）
- セイント・ビースト ケダモノたちのHEAVEN'S PARTY（2006年5月11日 - 2010年1月21日：主持人不固定）
- CELL DIVISION Keep on doing（日语：CELL DIVISION Keep on doing）（與羽多野涉共同主持）（2006年10月7日 - 2007年9月29日）
- 圖書館戰爭『関東図書基地 広報課』男子寮 (與前野智昭共同主持)（2008年4月17日 - 2008年7月10日）
- モバイル文化放送A&G 鈴木達央ラジオTIME.（2008年7月8日-2013年4月9日）
- ダ・カーポ 〜 GS RADIO 〜（日语：ダ・カーポ 〜 GS RADIO 〜）（與鈴木裕斗、堀江一真共同主持)（2008年9月19日 - 2009年4月3日）
- QuinRose MIX. Radio!（2008年9月30日 - 2009年3月31日）
- 電撃大賞（日语：電撃大賞） (與秋山莉奈共同主持)（2009年1月4日 - 2011年9月）
- Radio Girl's Symphony（日语：Radio Girl's Symphony）（與鈴木裕斗、堀江一真共同主持)（2009年6月2日 - 2010年4月20日）
- BLOOD-R（與福圓美里共同主持）（2011年6月15日 - 2012年3月15日）
- 劇場版「図書館戦争 革命のつばさ」Web Radio 帰ってきた!関東図書基地広報課 図書特殊広報隊 (與前野智昭共同主持)（2012年6月4日 - 2012年12月28日）
- 裏電撃大賞（2012年9月24日 - 10月15日）
- ラジオ となりの怪物くん（與逢坂良太共同主持）（2012年9月25日 - 2012年12月25日）
- イワトビちゃんねる（與島崎信長共同主持）（2013年6月17日 - 2013年9月30日）
- イワトビちゃんねる S（2013年10月期 第1回來賓）
- イワトビちゃんねる ES（2014年6月30日 第1回、2014年10月6日 第8回、2015年3月期 最終回來賓）
- 迷家‐マヨイガ‐「納鳴村 村役場広報課」（音泉：2016年6月30日、論替主持）
- 鈴木達央・下野紘のスカーレッドライダーゼクス LAG放送局（與下野紘共同主持）（dアニメストア、Animate Times（日语：アニメイトタイムズ）：2016年6月30日 -）

### 廣播劇
- 惡魔城X 追憶の夜想曲（シリル）
- O*G*A 鬼ごっこロワイアル（珠舞木房之介）
- SHI-NO -シノ-（日语：SHI-NO -シノ-）「楽園」（北村舞子的哥哥）
- 満月街 FULLMOON CITY 〜月夜の街に雨が降る〜（沢渡香耶）

### CD

#### 廣播劇CD
- 偶像大師 Neue Green for Dearly Stars 廣播劇CD（武田蒼一）
- あかいいと（南條冬哉）※漫畫第8卷限定版附錄廣播劇CD
- アクターズハイ Trading Drama CD collection 從這裡開始 AtoZ 第一彈·第二彈（藤晴一）
- 動漫店長VS店長候補生 Version B『救え!壽銀座大街店!!篇』（客人4）
- アルティマ ブラッド 甘噛みだけじゃ半人前〜成り立てヴァンパイアは戦士志願〜（David）
- 草莓100%LAST TAKE 〜EAST SIDE/WEST SIDE〜（東城正太郎）
- 天魔黑兔2〜<<月>>が昇る昼休み〜（天使）
- Vie Durant 系列（病人）
- 櫻蘭高校男公關部うきドキCD-PACK（D班學生）
  - 櫻蘭高校男公關部わいガヤCD-PACK（男學生、醫生）
- 拝み屋横丁顛末記（日语：拝み屋横丁顛末記） 〜横丁華恋宴盤〜
- 幼馴染とあなたが恋人を演じる自由研究、最後に恋は芽生えるか?（浦辺司）
- オズと秘密の愛（テンマ）
- お護り男子!神ダーりん 〜いにしえの約束〜（ジン）
- 俺たちのステップ STEP-2 〜俺たち、もう笑うしかないだろう!〜（本郷弘）
- 影執事マルクの響き（日语：影執事マルクシリーズ）（アルバ）
- 陽炎ノスタルジア -新章- 第1卷（龍王國的家民）
- 學園創世 貓天！（神尾伸）
  - 學園創世 貓天！& 武裝機甲 W廣播劇CD
- CARAT!光之魔法國 第2卷（達菲）
- 今日のケルベロス（波柴威虎）
- 銀朱の花 丘の上の城（歩哨）
- Glass Heart Princess:PLATINUM（日语：Glass Heart Princess）廣播劇CD 〜時をかけて来た少女〜（烏丸幸斗）
- 『血液型男子。』角色廣播劇CD A型、B型、O型、AB型（白河里央（O型））
  - 『血液型男子。』角色廣播劇CD 第二季 A型、B型、O型、AB型（白河里央（O型））
- 戀人是隊長（来栖アキラ）
- 豪放ライラック（日语：豪放ライラック）（佐倉央司、りら兄）
- 小鳩町から散弾銃（日语：小鳩町から散弾銃）（ミシェル）
- 吸血鬼僕人（椿）
- Servant x Service（長谷部豐）
- PsychicEmotion6 vol.1 火之宮一輝 ★ 浪漫火星的獅子 ★（火之宮一輝）
- されど罪人は竜と踊る（日语：されど罪人は竜と踊る）（コウガ）
- 十三支演義 〜偃月三國傳〜（日语：十三支演義 〜偃月三国伝〜）系列（夏侯惇）
  - 十三支演義 〜偃月三國傳〜 Drama CD 演義余聞
  - 十三支演義 〜偃月三國傳〜 漫畫第1卷Drama CD附錄特裝版
  - 十三支演義 〜偃月三國傳〜 Drama CD The Sweetheart of Three Kingdom 〜深夜城の宴〜
  - 十三支演義 〜偃月三國傳〜 Drama CD 恋歌繚乱
  - 十三支演義 〜偃月三國傳〜 Drama CD 洛陽猫攻防戦
- 獸裝機攻「あの時の月面決戦」（加門朔哉）
  - 獸裝機攻「雪原に、吠えろ!獣戦機」（加門朔哉）
- 真·女神轉生III－Nocturne(同級生C)
- Scared Rider Xechs Summe・Heat 4M2S（驹江·克里斯托弗·阳介）
  - Scared Rider Xechs Summer・Motion 333（驹江·克里斯托弗·阳介）
- 戰國Strays（服部小平太）
- ゾンビ屋れい子（日语：ゾンビ屋れい子）（福部刑事、ロビン・デーヴィス将軍、餓蛇羅）
- Saint・Beast（日语：セイント・ビースト）系列（神官肩上的生物「パール」）
- SEVENTH HEAVEN（日语：SEVENTH HEAVEN (Rejet)）  vol.5（シオン）
- CELL DIVISION 系列（佐伯カズナ）
  - CELL DIVISION “HUG&KICK”
  - CELL DIVISION “HUG&HEAVEN”
- Tiny×MACHINEGUN（日语：Tiny×MACHINEGUN）系列（ブレイク）
  - Tiny×Machinegun タイニー・マクダニエル捜査ファイル「THE KNOCKDOWN」
  - Tiny×Machinegun タイニー・マクダニエル捜査ファイル FILE No.2「SHADES OF GREY」
  - Tiny×Machinegun タイニー・マクダニエル捜査ファイル FILE No.3「BLOOD AND CIRCUSES」
- 篁破幻草子（禁鬼·青嵐）
- Diabolik Lovers系列（無神悠真）
  - DIABOLIK LOVERS ドS吸血CD MORE,BLOOD Vol.5 悠真篇
  - DIABOLIK LOVERS ドS吸血CD VERSUSII Vol.6 悠真VS梓
  - DIABOLIK LOVERS DARK FATE Vol.3 下弦の章
  - DIABOLIK LOVERS ドS吸血CD BLOODY BOUQUET Vol.8 悠真篇
- 天使怪盜 Sweet（関本雅弘）
- 天を支える者 古戀唄（アマンシール）
- 沒有天使的12月 (木田時紀)
- TOKYOヤマノテBOYS RED HOT ICE CREAM （桐嶋伊織）
- 和殿下一起（日语：殿といっしょ）（伊達政宗）
- 鳥籠學級（日语：鳥籠学級）（限クヨウ）
- NOBU 系列（サル）
  - NOBU
  - HIDE
  - NOBU学園
- 笨蛋，測驗，召喚獸 〜僕と黑子と如月グランドパーク〜（坂本雄二）
- Drama CD 獏-BAKU- 第三章（サイラス）
- √HAPPY+SUGAR=DARLIN 6th（佐藤）
- パラ☆ラボ放送局 Drama&DJCD 第1巻（櫟虎央）
- Palais de Reine（日语：パレドゥレーヌ） PLATINUM DISC "Hommage" 〜ドラマ＆Image Song 前篇・後篇〜（溫弗利特）
- BL偵探系列（木村竜哉）
- VitaminX（日语：VitaminX）系列（真壁翼）
- 白虎隊 志士異聞記 音盤 其之壹、其之貳（篠田儀三郎）
- humANdroid～マイカノセンゲン～ Vol.1 Type S （Type S）
- ファイブ（日语：ファイブ (ふるかわしおりの漫画)）卓球部部長）
- 腐女子彼女。（日语：腐女子彼女。）廣播劇CD Vol.1（堀田）
- 腐女子執事×乙女執事1 心跳不已的聖誕節（金条煌）
- 被雙胞胎青梅竹馬告白了（ニコ（中谷皇）、キョウ（中谷匡））
- Petit Four（日语：プティフール）系列（真田和樹）
  - Petit Four 廣播劇CD 〜黄金のクロケット〜
  - Petit Four 廣播劇CD 〜湯煙旅情に咲く火花〜
- Black Robinia 系列（香津木零）
  - Black Robinia Drama CD1 Boys, boys come out play
  - Black Robinia Drama CD2 London Stage
  - Black Robinia Drama CD3 Red sky at night
  - Black Robinia Prelude Drama CD Ding, Dong, Bell
- Free!系列（橘真琴）
  - Drama CD 岩鳶高校水泳部 活動日誌1･2
  - Drama CD 岩鳶・鮫柄水泳部 合同活動日誌1・2
  - Free! Illustration WORKS
  - Free!-Eternal Summer- あの夏のロングスローディスタンス vol,1-7
  - Free!-Eternal Summer- Special Event Premium CD
- 凡爾賽玫瑰（瑪麗·安東娃妮特）
  - 凡爾賽玫瑰 FIN（瑪麗·安東娃妮特）
- 方言恋愛 第1巻（水野）
- 星歌戀曲（沙己）
- B.O.D.Y.（しのぶ）
- 魔王勇者（軍人子弟）
- 純白交響曲 原創廣播劇系列（椋梨隼太）
- まろまゆ（日语：まろまゆ）（外國人）
- ラブプレゼンター（鈴之宮上總）
- LOVELESS 系列（教師）
  - LOVELESS 〜BRAINLESS〜（UFO研究家）
  - LOVELESS 〜FACELESS〜（男學生A）
- リーマン戦隊タカナシレンジャー（遊井名田章宏/紅戰士）
- Lucian Bee's RESURRECTION SUPERNOVA（日语：Lucian Bee's RESURRECTION SUPERNOVA） キャラクターソングvol.6 REMMY（VAN・CAIEN）※ミニドラマ
  - Lucian Bee's ドラマCD 超新星☆大爆走CRAZYSUPERNOVA-銀河系アイドルROMANXIA No.1決定戦!?-（VAN・CAIEN）
- 幕末Rock 系列（高杉晋作）
  - 「オレ様クッキング」※PSP遊戲 幕末Rock Animate預購特典
  - 『学園Rock 絶叫！熱狂！選挙バトル』※PSP/PSVゲーム幕末Rock 超魂先着購入特典
  - 「オレ様ソーイング」※PSP/PSV遊戲 幕末Rock 超魂 Animate預購特典
- 我太受歡迎了，該怎麼辦？（七島希）
- 地獄三頭犬的日常（波柴威虎）
- 管耳猫（時神[33]）

#### BLCD
- 愛かもしれない ―山田ユギバンブーセレクションCD2―（江藤）
- あばずれ（惣流陸）
- アンバランスな熱（鳴瀨真也）
- 偽りのアルカネット ボイスドラマ（高鳥敬）
- いとしの猫っ毛（小惠 (澤田惠一)）
- いとしの猫っ毛2（小惠 (澤田惠一)）
- 犬とおまわりさん。（柳田衛）
- イロメ（桃山）
- 嘘と誤解は恋のせい（六車騎一）
  - 嘘と誤解は恋のせい ラヴァーズ・ブートキャンプ（六車騎一）
  - 本音と妄想は恋のせい（六車騎一）※2010小説花丸初夏之號附錄
- 美しいこと（松岡洋介）
- 愛しいこと（松岡洋介）
- 奪われることまるごと全部（鷹緒）
  - 奪われることまるごと全部〜いついつまでも。＆好きなんだもの。〜（鷹緒）※月刊Dear+ 2010年10月號附錄
- 裏刀神記（三島）
- 永遠の七月（浅見）
- おい!田中くん十番勝負 〜みんなケダモノ☆今宵私を狂わせて〜（水野悟、同級生、同僚）
- バスルームより愛を込めて〜目眩く受難は蜜の味〜（水野悟）
- バスルームより愛を込めて2～降りかかる受難は蜜のしずく～ありえない連鎖∞これってマジ現実（水野悟）
- おきざりの天使（日高徹平）
- 男・色茶屋（狭山）
- 男の子だもの!（テオ）
- 俺の兄貴に手をだすな（西宮葵）
- 海成学院寮 清風館 番外篇 〜医務室〜（長瀨紘一郎）
- 仮面侯爵に囚われて（早坂圭輔）
- 勘弁してくれ（高橋義崇）
- きみがいなけりゃ息もできない（飛田）
- 草之冠 星之冠（櫻花）
- グッドモーニング 「メロンパン戦争」（倉木）
- 黑の騎士（リーヴ）
- 恋の心に黑い羽（鹿目）
- 恋の呪文（望田）
- 恋は思案のほか（持田）
- 公僕の恋（黑部雅也）
- 個人教授（葛原育美）
- この愛を喰らえ（鈴原亮）
- 500年の営み（山田寅雄）
- こんな男は愛される（倉田聡）
- 愛の言葉も知らないで（倉田聡）
- 3軒隣の遠い人（柳瀨）
- 地獄めぐり（上）（阿傍）
- 静かにことばは揺れている（白瀨乙耶）
- 雫 花びら 林檎の香り（榛名睦樹）
- 信号機系列
  - アオゾラのキモチ -ススメ-（冲村功）
  - オレンジのココロ -トマレ-（冲村功）
- 新宿ラッキーホール（竜）
- STEAL YOUR LOVE（AD、俳優1、同級生2）
- 3シェイク（幸村京）
- 是－ZE－（三刀星司）
  - 是 -ZE- 双子と台本読み篇（三刀星司）※月刊Dear+ 2009年9月號附錄
- 聖衣は獣に攫われる（楊叔眉（ハリー））
- 世紀末偵探俱樂部（夏洛克・福爾摩斯）
- 背中合わせの恋 Vol.1（池田五朗）
- 背中合わせの恋 Vol.2（池田五朗）
- センチメンタル・セクスアリス（相原春巳）
- 全寮制櫻林館学院〜ロマネスク〜（成宮星斗）
- 鋼索危情（大原龍之介）
  - 鋼索危情 ミニドラマCD（大原龍之介）※月刊Dear+ 2010年4月號附錄
- DASH!（齊藤）※漫畫DVD
- ダブル・バインド系列
  - ダブル・バインド1（葉鳥忍）
  - ダブル・バインド2（葉鳥忍）
  - ダブル・バインド 番外篇 存在理由（葉鳥忍）※小説Chara vol.26附錄
  - ダブル・バインド 外傳 アウトフェイス（葉鳥忍）
  - ダブル・バインド 外傳 アウトフェイス 番外編 名もなき花は（葉鳥忍）
- 男子迷路（伴内肯一）
- CHERRY チェリー（岩佐直希）
- チョコレートのように（永瀨浩二）
- 爪先にキス（倉元恭也）
- 手を伸ばして目を閉じないで（樋崎直嗣）
  - 手を伸ばして目を閉じないで 番外篇 アクティブレスト（樋崎直嗣）
- 透過性恋愛装置（北嶋秀司）
- 東京・心中（安那恭平）
- STAR☆Right スタア☆ライト（安那恭平）
  - 月刊Dear+ 15年7月號附錄　STAR☆Right（安那恭平）
- 同人に恋して（有馬芳史）
- 同人に夢みて（有馬芳史）
- 同人で感じて（有馬芳史）
- ドロップアウト 甘い爪痕（クロ）
- 嘆きのヴァンパイア 〜愛しき夜の唇〜（水上亮治）
- なんか、淫魔に憑かれちゃったんですけど（變身後的妖精）
- ネーム・オブ・ラブ（篠原哲）
- ≠（ノットイコール）（芦塚凉）
- ≠（ノットイコール）2（芦塚凉）
- 白雨（和倉佑真）
- 淡雪（和倉佑真）
- 慈雨（和倉佑真）
- 夏雪（和倉佑真）
- しなやかな熱情 系列
  - しなやかな熱情 4 やすらかな夜のための寓話（弓削碧）
  - しなやかな熱情 5 はなやかな哀情（弓削碧）
  - あなたは怠惰で優雅（弓削碧）
- 花は咲くか（藤本）
- 花は咲くか2（藤本）
- 薔薇の瞳は爆弾（ユキオ、伊砂、ユウジ（見津田的戀人））
- 秘密のゴミ箱で恋をして（佐藤悠人）
- 秘密のゴミ箱でキスをして（佐藤悠人）
- ひみつのセフレちゃん（上村智樹）
- 媚薬な教師に愛の手を（春川玲次）
- 部活の後輩に迫られています（守谷）
- 不機嫌系列
  - 不機嫌で甘い爪痕（三橋颯生）
  - 不条理で甘い囁き（三橋颯生）
  - 不謹慎で甘い残像（三橋颯生）
- 不夜城のダンディズム（高橋）
- 不埒なモンタージュ（新生）
- 僕の知るあなたの話 「冷たいさびしがり」（村岡武生）
- ほしがりません!勝つまでは（審判、生徒）
- マッチ売り（有原岑生）
- 魅惑ノリンゴ（二之宮一）
- 召し上がれ愛を（笹川博）
  - 召し上がれ愛を 「苺とチョコレイト」「美味しい貴方」（笹川博）※月刊Dear+ 2012年4月號附錄
- メランコリック・メローメロー（マドカ）
- 妄想♥カタログ（忍）
- 野蛮なロマンチシスト（芦屋朋春）
- 欲望という名の愛（柴田）
- Rush!（東雲）
- ラバーズ♥ドール（ミドリ）
- レオパード白書系列
  - レオパード白書 1（周防燐花）
  - レオパード白書〜拘束クルージング〜（周防燐花）※月刊Dear+ 2010年11月號附錄
  - レオパード白書 2（周防燐花）
  - レオパード白書〜渇愛クルージング〜（周防燐花）※月刊Dear+ 2012年5月號附錄
  - レオパード白書 3〜滴る牡丹に愛〜（周防燐花）
  - レオパード白書〜dangerous Leopard〜（周防燐花）※月刊Dear+ 2012年12月號附錄
- 別れる2人の愛の劇場。（梅田穂澄）
- ワンウェイの鍵 「インディゴを越えろ」（真也）

#### 廣播·朗讀·其他CD
- 嗚呼、Cluster學院! 突然的教學觀摩
- 惡魔城 Radio Chronicle
- 歌之王子殿下 アニ店特急Special 2012夏
- 官能昔話 系列
  - 官能昔話
  - 官能昔話番外篇「快樂王子+α」（アルフレッド・セダンツァ）
  - 官能昔話「宴の後」
- 黑子的籃球 放送委員会 Vol.2
- DJCD『血液型男子。』BQ Radio 第1捲
- 月刊男前圖鑑 芸能篇 白盤（歌手）
- PC遊戲&Situation CD Shinobazu Seven 06.澤（大宅澤）
- 戀愛忍法帖（日语：忍び、恋うつつ） Situation CD 卷之貳 〜由利鎌清&穴山大介〜（穴山大介）
- 勿忘草 系列
  - 新撰組黙秘錄 勿忘草 第貳卷（沖田總司）
  - 新撰組血魂錄 勿忘草 第壹卷（沖田總司）
  - 新撰組比翼錄 勿忘草 第伍卷（沖田總司）
- Saint・Beast（日语：セイント・ビースト） 系列
  - Saint・Beast DJCD Chat.3 〜ケダモノたちの井戸端会議〜
  - Saint・Beast DJCD Chat.4 〜ケダモノたちの臨時集会〜
  - Saint・Beast DJCD Chat.5 〜ケダモノたちの秘密の宴〜 Vol.2
- CELL DIVISION 系列（佐伯カズナ）
  - CELL DIVISION“KEEP ON MOVING”vol.1
  - CELL DIVISION“はじめのいーっぽ”STAGE ONE!『僕等の日常』
  - CELL DIVISION“はじめのいーっぽ”STAGE TWO!『僕らの主張』
  - CELL DIVISION“はじめのいーっぽ”STAGE THREE!『僕らの挑戦』
- 戰國武將物語〜知將篇 其之貳〜（第一話「片倉小十郎物語」）
- TOKYOヤマノテBOYS DJCD「ヤマノテステーション」 Record.III
- 圖書館戰爭 系列
  - DJCD 圖書館戰爭 關東圖書基地廣報課 実態調査報告 第壹・貳卷
  - DJCD 歸來!關東圖書基地廣報課 圖書特殊廣報隊 實太調查報告
- 日本一RADIO vol.4「ディスガイア4×日本一RADIO」
- 笨蛋，測驗，召喚獸 系列
  - バカとテストと召喚獣文月学園放送部 Vol.1
  - バカとテストと召喚獣文月学園放送部 Vol.2
  - バカとテストと召喚獣文月学園放送部 Vol.5
  - バカとテストと召喚獣文月学園放送部 Vol.7
  - バカとテストと召喚獣文月学園放送部 Vol.10
  - バカとテストと召喚獣文月学園放送部 Vol.12
- 幕末志士物語〜薩摩・長州篇〜（「中村半次郎物語」）
- 幕末志士物語外伝〜14の新選組&薩摩・長州篇〜（「中村半次郎物語外傳」）
- 「Honeymoon」vol.8（相沢怜央）
- VitaminX（日语：VitaminX） × 數羊晚安系列 Vol.4 「翼を休めておやすみ」（真壁翼）
- VitaminZ（日语：VitaminZ） × 數羊晚安系列 Vol.1 「島でおやすみ」（真壁翼）
- VitaminX（日语：VitaminX）-Z・Candy Vitamin1（真壁翼）
- VitaminX（日语：VitaminX） Radio Fiction Vol.1（真壁翼）
- Free! Radio CD 「イワトビちゃんねる」 Vol.1
- Free! Radio CD 「イワトビちゃんねる」 Vol.2
- 「VELVET UNDERWORLD」DJCD「VELVET-NETWORK RECORDS」α
- Voice Colors Series 10.〜希望〜
- もう一つの日本史 知られざる武将たちの宴 其之貳「武田信玄 對 上杉謙信」
- 桃通&桃のきもち・Digest CD 桃ダイ6・桃色吐息
- 桃通2&桃のきもち 桃ダイ3・桃も桃も桃のうち
- モモっとトーク（日语：モモっとトーク）
  - モモっとトーク・Digest  CD9 モモっとトーク・ガクガクCD
  - モモっとトーク・Special CD 3
  - モモっとトーク・Perfect CD 7 MOMOTTO TALK CD 鈴木達央盤
  - 高橋廣樹的モモっとトーークCD　鈴木達央盤
- ハービー・山口 集 LOVE&VOICE 5
- Radio Girl's Symphony 〜君へ贈るラブレター〜

### 書籍
- 寫真集「= (EQUAL)」（2008年2月28日）

### 有聲漫畫
- VOMIC 悪魔で候（日语：悪魔で候）（江戸川猛）
- VOMIC 悪魔とラブソング（神田優介）
- VOMIC SOUL CATCHER(S)（神峰翔太）
- VOMIC バドガール（日语：バドガール (漫画)）（堀口星斗）
- VOMIC フライハイ!（日语：フライハイ!）（鮎澤一哉）

## 音樂作品
OLDCODEX的作品請參照「OLDCODEX」。

### 個人單曲
| 張  | 發售日        | 標題                  | 規格編號  |
| --- | ------------- | --------------------- | --------- |
| 1st | 2005年1月26日 | Just a Survivor       | LACM-4173 |
| 2nd | 2005年7月21日 | VOICE                 | LACM-4208 |
| 3rd | 2006年4月5日  | Heated Heart          | LACM-4253 |
| 4th | 2007年6月6日  | Break a cage／message | LACM-4380 |

### 個人專輯
| 張  | 發售日        | 標題            | 規格編號  |
| --- | ------------- | --------------- | --------- |
| 1st | 2006年9月21日 | Turn of my life | LACM-5555 |

### 商業合作作品
| 樂曲            | 商業合作                           | 時期   |
| --------------- | ---------------------------------- | ------ |
| Just a Survivor | （TV動畫「喜歡所以喜歡」片頭曲）   | 2005年 |
| VOICE           | （TV動畫「TIDE LINE BLUE」片尾曲） | 2005年 |
| Heated Heart    | （PS2遊戲「與你STUDY」主題曲）     | 2006年 |
| キャラバン      | （PS2遊戲「與你STUDY」片尾曲）     | 2006年 |

### 歌手參加樂曲
| 發售日   | 商品名                                  | 歌手     | 樂曲 | 備註                               |
| 2005年   | 2005年                                  | 2005年   | 2005年 | 2005年                             |
| -------- | --------------------------------------- | -------- | --- | ---------------------------------- |
| 8月24日  | 夢中相見的乙女番長                      | 乙女番長 | 「STAND UP!～今日も明日も～」 「4×8」 | 廣播『集英学園乙女研究』關聯歌曲   |
| 4月7日   | 深夜中書寫的乙女番長                    | 乙女番長 | 「Bitter Sweet」 「恋の手ほどきABC」 | 廣播『集英学園乙女研究』關聯歌曲   |
| 2006年   |                                         |          | |                                    |
| 2月22日  | 立如芍藥 坐宛牡丹 行如乙女番長          | 乙女番長 | 「いつか、また。～ボクラノアシタ～」 「A.K.B」 | 廣播『集英学園乙女研究部』關聯歌曲 |
| 5月10日  | KEEP YOUR VIRGINITY -乙女番長 THE BEST- | 乙女番長 | 「STAND UP! ～今日も明日も～ Main mix」 「恋の手ほどきABC Guttiappella mix」 「4×8 Main mix」 「Bitter Sweet Guttiappella mix」 「恋はバッファローのように Main mix」 「いつか、また。～ボクラノアシタ～ Main mix」 「4×8 Day Dream Remix」 「A.K.B. Guttiappella mix」 「かもめのコラソン Main mix」 「愛の宇宙(原題：Universe of Love) Main mix」 「イルカラ Main mix」 「STAND UP! ～今日も明日も～ Guttiappella mix」 | 廣播『集英学園乙女研究部』關聯歌曲 |
| 2007年   |                                         |          | |                                    |
| 10月24日 | VIOLENT ERECTION                        | 乙JAPAN  | 「VIOLENT ERECTION」 「ユメビト」 | 廣播『集英学園乙女研究部』關聯歌曲 |

### 角色歌曲
| 發售日   | 標題                                                                                    | 名義 | 樂曲 | 合作作品                                                   |
| 2003年   | 2003年                                                                                  | 2003年 | 2003年 | 2003年                                                     |
| -------- | --------------------------------------------------------------------------------------- | --- | --- | ---------------------------------------------------------- |
| 8月6日   | LOVE&CHASING                                                                            | DEAR BOYS［哀川和彦（喜安浩平）、藤原拓弥（松風雅也）、 土橋健二（小西克幸）、三浦蘭丸（武內健）、石井努］ | 「SHAKE IT UP」 「Go Go Goal!」 「PROMISE」 「青春 in the starlight」 「LOVE&CHASING」 | 電視動畫『灌籃少年』                                       |
| 2004年   |                                                                                         | | |                                                            |
| 4月7日   | Saint・Beast Coupling CD series #3                                                      | 神官肩上的生物「パール」 | 「Black or White?」 | 電視動畫『Saint・Beast～聖獸降臨篇～角色歌曲』             |
| 2005年   |                                                                                         | | |                                                            |
| 6月24日  | ONENESS                                                                                 | Ani Summer Friends ［奧井雅美、影山浩宣 、JAM Project、水樹奈奈、高橋直純、栗林美奈實、米倉千尋、 石田燿子、Can/goo、下川美娜、Unicorn table、鈴木達央、近江知永、愛內里菜］                                           | 「ONENESS」 | Animelo Summer Live 2005 -THE BRIDGE- 主題曲               |
| 2006年   |                                                                                         | | |                                                            |
| 7月7日   | GOLD GOAL                                                                               | 高橋直純&鈴木達央 | 「GOLD GOAL」 | 廣播『高橋直純Trouble Maker』                              |
| 8月11日  | SONG ON MORNING                                                                         | CELL DIVISION［倉橋トキヤ（羽多野涉）、佐伯カズナ］ | 「Song on morning」 「Nothing without you」 | 廣播『倉橋トキヤ×佐伯カズナ CELL DIVISIONの男話室13』      |
| 12月22日 | Palais de Royale PLATINUM DISC“Blu”後篇 「剣へのオマージュ」                            | 黑騎士（諏訪部順一）、ヴィンフリート、瓦特（羽多野涉） | 「Un valzer di amore〜愛のワルツ〜 」 | PC遊戲『Palais de Royale』角色歌曲                         |
| 2007年   |                                                                                         | | |                                                            |
| 4月18日  | VitaminX 原聲帶                                                                         | 真壁翼、草薙一（小野大輔） | 「放課後エデン」 「Shooting Star」 | PS2遊戲『VitaminX』主題曲                                  |
| 5月23日  | 光陰敘事詩天使譚〜エンジェル・クロニクルズ〜                                            | 神官肩上的生物「パール」、上位天使サキ（寺島拓篤）、天使優利（羽多野涉） | 「光陰叙事詩天使譚〜エンジェル・クロニクルズ〜」 | 電視動畫『Saint・Beast～光陰敘事詩天使譚～ED曲             |
| 5月25日  | 獸裝機攻 角色歌曲 「未来戦線異常アリ」                                                  | 加門朔哉、喬尼・巴涅特（泰勇氣） | 「未来戦線異常アリ」 | 電視動畫『獸裝機攻』角色歌曲                               |
| 5月25日  | 獸裝機攻 角色歌曲 「PUZZLE」                                                            | 加門朔哉 | 「Rock Yo Mind」 | 電視動畫『獸裝機攻』角色歌曲                               |
| 6月29日  | One Night Stand -愛体-                                                                  | CELL DIVISION［倉橋トキヤ（羽多野涉）、佐伯カズナ］ | 「One Night Stand -愛体-」 「SWEET DEPRESSION」 | 廣播『CELL DIVISION Keep on doing』                        |
| 8月22日  | 花鈴的魔法戒 角色歌曲CD                                                                 | 久我神 | 「DESIRE SHOW」 | 電視動畫『花鈴的魔法戒』角色歌曲                           |
| 12月5日  | VitaminX 角色CD DIAMOND DISC                                                            | 真壁翼、草薙一（小野大輔） | 「禁断ロマンス」 | PS2遊戲『VitaminX』角色歌曲                                |
| 12月5日  | VitaminX 角色CD DIAMOND DISC                                                            | 真壁翼 | 「愛のWonderer」 | PS2遊戲『VitaminX』角色歌曲                                |
| 2008年   |                                                                                         | | |                                                            |
| 2月28日  | Petit Four 原聲帶                                                                       | 真田和樹 | 「ときめきの予感」 「Waiting for the smile」」 | PS2遊戲『Petit Four』主題曲                                |
| 3月12日  | VitaminX 角色CD 「真夜中救世主〜ミッドナイトサルヴァトーレ〜」                          | 真壁翼、草薙一（小野大輔） | 「真夜中救世主〜ミッドナイトサルヴァトーレ〜」 | PS2遊戲『VitaminX』角色歌曲                                |
| 4月16日  | Petit Four 角色歌曲系列 Vol.1                                                           | 真田和樹、シャルル・栗林（千葉進步） | 「熱血癒し系」 | PS2遊戲『Petit Four』角色歌曲                              |
| 4月16日  | Petit Four 角色歌曲系列 Vol.1                                                           | 真田和樹 | 「Twinkling Star」 | PS2遊戲『Petit Four』角色歌曲                              |
| 10月18日 | 初音島Girl's Symphony Side Girls Complete Disc                                          | 四之宮稜平、四之宮航平（鈴木裕斗）、四之宮蒼（堀江一真）、四之宮溪（羽多野涉） | 「Cherry's Magic & Love」 | PC遊戲『初音島Girl's Symphony』角色歌曲                    |
| 10月18日 | 初音島Girl's Symphony Side Girls Complete Disc                                          | 四之宮稜平 | 「最上LOVER!」 | PC遊戲『初音島Girl's Symphony』角色歌曲                    |
| 2009年   |                                                                                         | | |                                                            |
| 1月31日  | 緋紅帝國 Crimson Empire 〜Glace〜                                                       | 布萊恩·卡佩拉 | 「水面下の仕掛け」 | PC遊戲『緋紅帝國』角色歌曲                                 |
| 8月26日  | PS2 Lucian Bee's OP曲「仮面の下のバラッド」 ED曲「Meteoric shower」                     | ROMANXIA［VAN、JESSE（寺島拓篤）、REMMY（宮野真守）、六花執（梶裕貴）、LUKE（TAKERU）、ANGELA（日野聰）］ | 「仮面の下のバラッド」 「Meteoric shower」 | PS2遊戲『Lucian Bee's RESURRECTION SUPERNOVA』主題曲       |
| 9月9日   | Lucian Bee's 角色歌曲 vol.1 VAN                                                         | VAN・CAIEN | 「無敵のBIG BANG!!!!!!!」 | PS2遊戲『Lucian Bee's』角色歌曲                            |
| 12月29日 | 天降之物 ED曲 Collection                                                                | 伊卡洛斯（早見沙織）、見月蘇原（美名）、五月田根美香子（高垣彩陽）、 櫻井智樹（保志總一朗）、守形英四郎 | 「太陽がくれた季節」 | 電視動畫『天降之物』ED曲                                   |
| 12月29日 | 天降之物 ED曲 Collection                                                                | 伊卡洛斯（早見沙織）、寧芙（野水伊織）見月蘇原（美名）、五月田根美香子（高垣彩陽）、 櫻井智樹（保志總一朗）、守形英四郎                                                                                                | 「ふり向くな君は美しい」 | 電視動畫『天降之物』ED曲                                   |
| 12月29日 | 天降之物 ED曲 Collection                                                                | 井智樹（保志總一朗）、守形英四郎 | 「ワイルドセブン」 | 電視動畫『天降之物』ED曲                                   |
| 12月29日 | 天降之物 ED曲 Collection                                                                | 守形英四郎、五月田根美香子（高垣彩陽） | 「僕等のダイアリー」 | 電視動畫『天降之物』ED曲                                   |
| 12月29日 | 天降之物 ED曲 Collection                                                                | 「Ending Ver.1.0〜XIV ノンストップ・メドレー」 | | 電視動畫『天降之物』ED曲                                   |
| 2010年   |                                                                                         | | |                                                            |
| 2月24日  | 笨蛋，測驗，召喚獸 角色歌曲迷你專輯                                                     | 坂本雄二 | 「壊男〜KAIDAN〜」 | 電視動畫『笨蛋，測驗，召喚獸』角色歌曲                     |
| 3月10日  | 天降之物 角色歌曲專輯〜そらの音楽祭〜                                                   | 守形英四郎 | 「Neo=Frontier Spirit」 | 電視動畫『天降之物』角色歌曲                               |
| 3月24日  | 墮天使的甜蜜誘惑×快感指令 原聲帶                                                        | 大河內咲也 | 「真夜中のシンデレラ」 | 任天堂DS遊戲『墮天使的甜蜜誘惑×快感指令』主題曲            |
| 4月1日   | VELVET UNDERWORLD Fragment Person+animation 11 VULKANUS                                 | ウルカヌス | 「LIVE DANGER」 | 『VELVET UNDERWORLD』角色歌曲                              |
| 4月21日  | SRX CHARACTOR CD〜SUNSHINE RED DISC〜 『愛のZERO距離射撃-loveshooooot!!!!!』            | 駒江 克里斯多福·陽介、霧澤·拓人（宮野真守） | 『愛のZERO距離射撃-loveshooooot!!!!!』 | PS2遊戲『 Scared Rider Xechs』角色歌曲                     |
| 6月16日  | 死亡連接 角色歌曲專輯                                                                   | 韋沙斯 | 「Distino〜運命のコール〜」 | PS2遊戲『死亡連接』角色歌曲                                |
| 6月23日  | KAMEN RIDER Dragon Knight ED 「ANOTHER WORLD」                                          | KIT×LEN（松田悟志） | 「ANOTHER WORLD」 | 『KAMEN RIDER Dragon Knight』ED曲                          |
| 9月22日  | VitaminX Evolution Plus 主題曲「一撃SN†PER」                                            | 真壁翼、草薙一（小野大輔） | 「一撃SN†PER」 | PSP遊戲『VitaminX Evolution Plus』OP曲                     |
| 9月29日  | 帥哥☆專輯 Vol.4 Club AI$篇                                                              | 健 | 「I.den-tify」 | Drama&Vocal CD 帥哥☆專輯～AIR Group第4彈                   |
| 10月27日 | 黑執事Ⅱ 角色歌曲 Vol.9「堕子爵、美唱」                                                  | 多爾伊特子爵 | 「背徳ワンダーランド」 「人生には愛と奏でと、航海と」 | 電視動畫『黑執事Ⅱ』角色歌曲                                |
| 11月24日 | Lucian Bee's -RESURRECTION SUPERNOVA- OP曲『愛言葉になるD.N.A.』                        | ROMANXIA［VAN、JESSE（寺島拓篤）、REMMY（宮野真守）、六花執（梶裕貴）、LUKE（TAKERU）、ANGELA（日野聰）］ | 「愛言葉になるD.N.A.」 「星屑レボリューション」 | PS2遊戲『Lucian Bee's -RESURRECTION SUPERNOVA-』主題曲     |
| 2011年   |                                                                                         | | |                                                            |
| 1月29日  | VitaminX Addiction CD-01 堕天使ハニー                                                   | 真壁翼 | 「惰天使ハニー」 「惰天使ハニー（ぴた☆ぱら Re-Mix☆EXTREAM）」 | OVA『VitaminX Addiction』角色歌曲                          |
| 1月29日  | Black Robinia                                                                           | 香津木零、如月秋羅（立花慎之介） | 「Black Robinia」 | PSP遊戲『Black Robinia』主題曲                             |
| 2月23日  | Black Robinia Sound Collection                                                          | 香津木零 | 「Believe all things」 | PSP遊戲『Black Robinia』角色歌曲                           |
| 3月14日  | VitaminXtoZ RED-SKY                                                                     | 真壁翼、成宮天十郎（KENN） | 「激X烈（ダブルレッド)Zone」 | PSP遊戲『VitaminXtoZ』OP曲                                 |
| 4月27日  | Scared Rider Xechs DRAMATIC CHARACTER CD Vol.4 愛ADRENALINE                             | 駒江 克里斯多福·陽介 | 「愛ADRENALINE」 | PS2遊戲『Scared Rider Xechs』角色歌曲                      |
| 6月1日   | 熱狂XOXO                                                                                | 桐嶋伊織、磯野類（梶裕貴）、九条拓海（遊佐浩二） | 「熱狂XOXO」 | PC遊戲『TOKYOヤマノテBOYS 〜SUPER MINT DISC〜』主題曲      |
| 6月1日   | 熱狂XOXO                                                                                | 桐嶋伊織 | 「TOKYO」 | PC遊戲『TOKYOヤマノテBOYS 〜SUPER MINT DISC〜』主題曲      |
| 6月22日  | 電視動畫「和殿下一起」主題曲CD「戦国武将かぞえ唄」                                      | 伊達政宗 | 「戦国武将かぞえ唄」 「いつでもココロに眼帯を」 「目指せスーパーガンター」 「機動武士ガンタイン」 | 電視動畫「和殿下一起」主題曲                               |
| 7月6日   | TOKYOヤマノテBOYS 〜SUPER MINT DISC〜 角色歌曲                                          | 桐嶋伊織 | 「LOVEマシンガン」 | PC遊戲『TOKYOヤマノテBOYS 〜SUPER MINT DISC〜』角色歌曲    |
| 8月24日  | 笨蛋、測驗、召喚獸2 明久ハーレムCD                                                      | 吉井明久（下野紘）×坂本雄二 | 「今日も今日とてBun-bun-bun」 | 電視動畫『笨蛋，測驗，召喚獸』角色歌曲                     |
| 8月26日  | 溺愛X（エクストリーム）                                                                 | 真壁翼、草薙一（小野大輔） | 「溺愛X（エクストリーム）」 | OVA『VitaminX Addiction』OP曲                              |
| 8月26日  | 学園（デイドゥリーム)フロンティア                                                       | 真壁翼、草薙一（小野大輔） | 「学園（デイドゥリーム)フロンティア」 | OVA『VitaminX Addiction』ED曲                              |
| 8月31日  | Scared Rider Xechs-STARDUST LOVERS- 主題曲                                              | 駒江 克里斯多福·陽介 | 「somelights dayz」 | PS2遊戲『 Scared Rider Xechs-STARDUST LOVERS-』ED曲        |
| 11月30日 | 歌之王子殿下 Debut Unit DramaCD 蘭丸&真斗&蓮                                            | 黑崎蘭丸、聖川真斗（鈴村健一）、神宮寺蓮（諏訪部順一） | 「Dream more than Love」 | PSP遊戲『歌之王子殿下 Debut』插曲                          |
| 2012年   |                                                                                         | | |                                                            |
| 1月25日  | Scared Rider Xechs DREAM COLLABORATION CD Vol.2「tuning NOISE -星屑カケラたち-」        | 駒江 克里斯多福·陽介&FERNANDES（竹本英史） | 「tuning NOISE -星屑カケラたち-」 | PS2遊戲『 Scared Rider Xechs』角色歌曲                     |
| 2月9日   | VitaminX Detective B6 主題歌CD「探偵（エージェント）√CODE」                             | 真壁翼、草薙一（小野大輔） | 「探偵（エージェント）√CODE」 「ANOTHER WORLD」 | PSP遊戲『VitaminX Detective B6』主題曲                     |
| 5月30日  | Scared Rider Xechs Ⅰ+FD Portable 主題曲                                                 | 駒江 克里斯多福·陽介、無月聖（KENN） | 「Rock’n★Roll★Driller」 | PSP遊戲『 Scared Rider Xechs Ⅰ+FD Portable』角色歌曲       |
| 6月20日  | 黑子的籃球 SOLO SERIES Vol.5 高尾和成                                                   | 高尾和成 | 「F.O.V.」 「エース様に万歳」 | 電視動畫『黑子的籃球』角色歌曲                             |
| 7月11日  | VitaminX Character Song CD That's entertainment! B6&T6 SHOW ＃1〜翼と葛城／一と鳳〜     | 真壁翼、葛城銀兒（杉田智和） | 「$100（ミリオンダラー） Lady 〜私をVegasに連れてって!〜」 | 遊戲『VitaminX』角色歌曲                                   |
| 7月18日  | 特命戰隊Go Busters Song Collection Sound Mission 2                                      | 宇佐見陽子（小宮有紗）、兔田‧Lettuce | 「心配 ハニー♡バニー」 | 『特命戰隊Go Busters』角色歌曲                             |
| 7月25日  | 歌之王子殿下 Shining All Star CD                                                        | 寿嶺二（森久保祥太郎）、黑崎蘭丸、美風藍（蒼井翔太）、卡繆（前野智昭） | 「QUARTET★NIGHT」 | PSP遊戲『歌之王子殿下 All Star』OP曲                       |
| 8月22日  | VitaminX Character Song CD That's entertainment！ B6 SHOW ＃4〜VitaminXのテーマ／永田〜 | 真壁翼、草薙一（小野大輔）、七瀨瞬（鳥海浩輔）、 仙道清春（吉野裕行）、風門寺悟郎（岸尾大輔）、斑目瑞希（菅沼久義） | 「ENDLESS X!!!」 | 遊戲『VitaminX』角色歌曲                                   |
| 9月5日   | 歌之王子殿下 Idol Song 蘭丸&卡繆                                                        | 黑崎蘭丸 | 「BRIGHT ROAD」 | PSP遊戲『歌之王子殿下 All Star』插曲                       |
| 9月26日  | 歌之王子殿下 Duet CD 嶺二＆蘭丸／藍＆卡繆                                               | 寿嶺二(森久保祥太郎)、黑崎蘭丸 | 「RISE AGAIN」 | PSP遊戲『歌之王子殿下 All Star』插曲                       |
| 9月26日  | 黑子的籃球 Duet SERIES Vol.3 綠間真太郎&高尾和成                                        | 綠間真太郎（小野大輔）、高尾和成 | 「とある信者の果敢な毎日」 「明日へ連れて」 | 電視動畫『黑子的籃球』角色歌曲                             |
| 11月28日 | 歌之王子殿下 Shuffle UnitCD 蘭丸&塞西爾                                                 | 黑崎蘭丸、愛島賽西爾（鳥海浩輔） | 「恋色センチメンタル」 | PSP遊戲『歌之王子殿下 MUSIC 2』插曲                        |
| 12月19日 | TOKYOヤマノテBOYS THE ALLSTAR COLLECTION                                                | 桐嶋伊織 | 「百年Only Love!!!」 | PC遊戲『TOKYOヤマノテBOYS FRESH GINGER』OP曲               |
| 12月26日 | Steel Your Heart/恋色ミラクル                                                           | Glass Heart Prince ［柾木真之介（KENN）、烏丸幸斗、朝比奈天馬（羽多野涉）、星野彼方（宮田幸季）］ | 「Steel Your Heart」 「恋色ミラクル」 | PSP遊戲『Glass Heart Princess』主題曲                      |
| 2013年   |                                                                                         | | |                                                            |
| 1月23日  | TOKYOヤマノテBOYS Portable SUPER MINT DISC 主題曲                                       | 桐嶋伊織、磯野類（梶裕貴）、九条拓海（遊佐浩二） | 「終わりなき愛の決闘者(デュエリスト)」 | PC遊戲『TOKYOヤマノテBOYS Portable SUPER MINT DISC』主題曲 |
| 1月23日  | TOKYOヤマノテBOYS Portable SUPER MINT DISC 主題曲                                       | 桐嶋伊織 | 「STARGAZER」 | PC遊戲『TOKYOヤマノテBOYS Portable SUPER MINT DISC』主題曲 |
| 2月8日   | PC遊戲&Situation CD - Shinobazu Seven 06.澤                                             | 大宅澤 | 「Mirage of the night」 | PC遊戲『Shinobazu Seven』插曲                              |
| 2月22日  | 唱唱看乙女執事的歌2 金条煌                                                              | 金条煌 | 「鳴動のスペクタクル」 | Drama CD『乙女』系列 角色歌曲                              |
| 2月27日  | 白虎隊 志士異聞記 音盤 其の壱                                                           | 酒井峰冶（寺島拓篤）、伊東又八（岸尾だいすけ）、篠田儀三郎 | 「風のむこうへ」 | 『白虎隊 志士異聞記』系列 角色歌曲                         |
| 8月7日   | SPLASH FREE                                                                             | STYLE FIVE［七瀨遙（島崎信長）、橘真琴、松岡凜（宮野真守）、 葉月渚（代永翼）、龍崎（平川大輔）］ | 「SPLASH FREE」 | 電視動畫『Free!』ED曲                                      |
| 8月7日   | SPLASH FREE                                                                             | 七瀨遙（島崎信長）、橘真琴 | 「Water Surprise!」 | WEB Radio『イワトビちゃんねる』主題曲                      |
| 8月7日   | Free! 角色歌曲 Vol.2 橘 真琴                                                            | 橘真琴 | 「未来へのストローク」 「潮風のfriendship」 | 電視動畫『Free!』角色歌曲                                  |
| 8月8日   | VitaminR 主題曲CD 『絶対不滅の愛(ダイヤモンド)』                                        | 藤重一真、望月玲央（小野大輔） | 「絶対不滅の愛（ダイヤモンド）」 | PSP遊戲『VitaminR』OP曲                                    |
| 8月14日  | 閃電十一人GO 角色歌曲 原聲專輯                                                          | 井吹宗正 | 「Don't Stop!!!!」 | 電視動畫『閃電十一人系列』角色歌曲                         |
| 8月14日  | 閃電十一人GO 角色歌曲 原聲專輯                                                          | 閃電十一人GO all star ［松風天馬（寺崎裕香）、神童拓人（齋賀光希）、井吹宗正、鉄角真（泰勇氣）、 コーラス：空野葵（北原沙彌香）、瀨戶水鳥（美名）、山菜茜（內藤千晶）］                                                | 「感動共有! from イナズマオールスターズ」 | 電視動畫『閃電十一人系列』角色歌曲                         |
| 8月28日  | SEVENTH HEAVEN vol.5 シオン                                                             | シオン | 「深海」 | Drama CD『SEVENTH HEAVEN』角色歌曲                         |
| 10月2日  | Free! 原聲帶 Ever Blue Sounds                                                           | STYLE FIVE［七瀨遙（島崎信長）、橘真琴、松岡凜（宮野真守）、 葉月渚（代永翼）、龍崎（平川大輔）］ | 「EVER BLUE」」 | 電視動畫『Free!』第12話特別ED曲                            |
| 10月23日 | Free! Remix Mini Album                                                                  | STYLE FIVE［七瀨遙（島崎信長）、橘真琴、松岡凜（宮野真守）、 葉月渚（代永翼）、龍崎（平川大輔）］ | 「SPLASH FREE -Boldo Remix-」 「SPLASH FREE -DJ Chika a.k.a Inherit Remix-」 「SPLASH FREE -BOOBEE BROTHERS Remix-」 「EVER BLUE -acro jazz laboratories Remix-」 「EVER BLUE -Deep Deep Blue Remix-」 | 電視動畫『Free!』第12話特別ED曲 Remix                      |
| 10月23日 | DIABOLIK LOVERS MORE,BLOOD「極限（UNLIMITED）BLOOD」                                    | 無神皓（木村良平）、無神悠真、無神梓（岸尾大輔） | 「月蝕（Eclipse）」 | PSP遊戲『DIABOLIK LOVERS MORE,BLOOD』ED曲                  |
| 11月20日 | VitaminR Amazing Supplement Boys, W6 1st Impact 〜Kazuma&Leo〜                          | 藤重一真 | 「慟哭のDEVILMAN」 | PSP遊戲『VitaminR』角色歌曲                                |
| 12月18日 | Free! 角色歌曲・Duet系列 Vol.1 七瀨遙 & 橘真琴                                          | 七瀨遙（島崎信長）、橘真琴 | 「Always Here」 「my base, your pace」 | 電視動畫『Free!』角色歌曲                                  |
| 12月25日 | 聖鬥士星矢Ω Song Collection                                                             | 栄斗 | 「Undercover of the Moonlight」 | 電視動畫『聖鬥士星矢Ω』角色歌曲                            |
| 2014年   |                                                                                         | | |                                                            |
| 1月8日   | 境界的彼方 角色歌曲 Vol.2                                                               | 名瀨博臣 | 「CAGE FOR LOVE」 | 電視動畫『境界的彼方』角色歌曲                             |
| 1月8日   | 境界的彼方 角色歌曲 Vol.2                                                               | 神原秋人（KENN）、名瀨博臣 | 「Welcome to THE WORLD!」 | 電視動畫『境界的彼方』角色歌曲                             |
| 2月12日  | VitaminR Amazing Supplement Boys, W6 2nd Impact 〜W6〜                                  | 藤重一真、望月玲央（小野大輔）、ジャン・フェリックス・ヴァロー（鳥海浩輔）、 灰羽カオル（菅沼久義）、赤桐瑛太（岸尾大輔け）、朝比奈司（吉野裕行）                                                                      | 「AHOY!!!!!!」 | PSP遊戲『VitaminR』角色歌曲                                |
| 2月19日  | 閃電十一人系列5周年記念「本当にありがとう」                                             | 神童拓人（齋賀光希）、井吹宗正 | 「COOL HEAT」 | 電視動畫『閃電十一人系列』角色歌曲                         |
| 2月26日  | 歌之王子殿下 劇團Shining「JOKER TRAP」                                                  | 黑崎蘭丸、卡繆（前野智昭）、一之瀨時也（宮野真守）、神宮寺蓮（諏訪部順一） | 「JOKER TRAP」 | 『歌之王子殿下』角色歌曲                                   |
| 3月26日  | 黑子的籃球 SOLO MINI ALBUM Vol.1 黑子哲也-Ignite Music-                                 | 黑子哲也（小野賢章）、高尾和成 | 「Bring it on now!!」 | 電視動畫『黑子的籃球』角色歌曲                             |
| 4月23日  | 幕末Rock 遊戲主題曲「What's this?」                                                     | 超魂團 (ウルトラソウルズ)［坂本龍馬（谷山紀章）、高杉晋作、桂小五郎（森久保祥太郎）、 土方歳三（森川智之）、沖田總司（小野賢章）］                                                                                     | 「What's this?」 | PSP遊戲『幕末Rock』主題曲                                  |
| 5月28日  | 歌之王子殿下 Idol Song 黑崎蘭丸                                                         | 黑崎蘭丸 | 「Not Bad」 「WILD SOUL」 | PSP遊戲『歌之王子殿下 All Star After Secret』插曲          |
| 5月28日  | 幕末Rock超絶頂（エクスタシー）★Song 高杉晋作                                            | 高杉晋作 | 「REACTION」 「生きてゆこう」 | PSP遊戲『幕末Rock』插曲                                    |
| 7月7日   | 黑子的籃球 SOLO MINI ALBUM Vol.3 綠間真太郎-Shooting My Luck-                           | 綠間真太郎（小野大輔）、高尾和成 | 「Way to Victory」 | 電視動畫『黑子的籃球』角色歌曲                             |
| 7月24日  | 幕末Rock 「トライアングル★ロックンロール」                                              | 坂本龍馬（谷山紀章）、高杉晋作、桂小五郎（森久保祥太郎） | 「Rolling Thunder」 「RIDE ON THE WAVE」 | PSP遊戲『幕末Rock』插曲                                    |
| 7月25日  | 源氏物語～男女逆轉戀唄～ 月夜之卷                                                       | 月夜 | 「花残月」 | Drama CD『源氏物語～男女逆轉戀唄～』角色歌曲               |
| 8月6日   | FUTURE FISH                                                                             | STYLE FIVE［七瀨遙（島崎信長）、橘真琴、松岡凜（宮野真守）、 葉月渚（代永翼）、龍崎（平川大輔）］ | 「FUTURE FISH」 | 電視動畫『Free!-Eternal Summer-』ED曲                      |
| 8月6日   | FUTURE FISH                                                                             | 七瀨遙（島崎信長）、橘真琴、松岡凛（宮野真守） | 「NEO BLUE BREATHING」 | 電視動畫『Free!-Eternal Summer-』角色歌曲                  |
| 8月13日  | SRX THE BEST 紅盤                                                                       | 駒江 克里斯多福·陽介、霧澤·拓人（宮野真守） | 「リュウキュウINFINITY」 | PS2遊戲『 Scared Rider Xechs』角色歌曲                     |
| 8月20日  | Free!-Eternal Summer- 角色歌曲 Vol.2 橘 真琴                                            | 橘真琴 | 「流線の行方」 「Sunshine Season」 | 電視動畫『Free!-Eternal Summer-』角色歌曲                  |
| 8月27日  | 歌王之子殿下 Quartet Song                                                               | 寿嶺二（森久保祥太郎）、黑崎蘭丸、美風藍（蒼井翔太）、卡繆（前野智昭） | 「マリアージュ」 「You're my life」 | PSP遊戲『歌之王子殿下 All Star After Secret』角色歌曲      |
| 8月27日  | 絶頂DAYBREAK                                                                            | 超魂團 (ウルトラソウルズ)［坂本龍馬（谷山紀章）、高杉晋作、桂小五郎（森久保祥太郎）、 土方歳三（森川智之）、沖田總司（小野賢章）］                                                                                     | 「絶頂DAYBREAK」 「五色繚乱」 | PSP遊戲『幕末Rock』ED曲                                    |
| 10月8日  | Free!-Eternal Summer- 原聲帶 Clear Blue Notes                                           | 七瀨遙（島崎信長）、橘真琴、葉月渚（代永翼）、龍崎怜（平川大輔）、松岡凜（宮野真守）、 山崎宗介（細谷佳正）、似鳥愛一郎（宮田幸季）、御子柴百太郎（鈴村健一）                                                            | 「Clear Blue Departure」 | 電視動畫『Free!-Eternal Summer-』第13話ED曲                |
| 11月6日  | 幕末Rock 超魂 迷你專輯                                                                  | 超魂團 (ウルトラソウルズ)［坂本龍馬（谷山紀章）、高杉晋作、桂小五郎（森久保祥太郎）、 土方歳三（森川智之）、沖田総司（小野賢章）］、 徳川慶喜（齋賀光希）、井伊直弼（安元洋貴）、馬修·加爾布雷思·佩里·JR（諏訪部順一） | 「不完全パズル」 「WHITE」 | 『幕末Rock』角色歌曲                                       |
| 2015年   |                                                                                         | | |                                                            |
| 1月21日  | DIABOLIK LOVERS MORE CHARACTER SONG Vol.7                                               | 無神悠真 | 「暴言シンドローム」 | 『DIABOLIK LOVERS』角色歌曲                                |
| 3月25日  | 七大罪 Vocal Collection「班VS金」                                                       | 班 | 「Never-ending」 | 電視動畫『七大罪』角色歌曲                                 |
| 6月24日  | エボリューション・イヴ                                                                  | QUARTET NIGHT ［寿嶺二（森久保祥太郎）、黑崎蘭丸（鈴木達央）、美風藍（蒼井翔太）、卡繆（前野智昭）］ | 「エボリューション・イヴ」 「The dice are cast」 | 電視動畫『歌之王子殿下 真愛革命』插曲                      |
| 8月19日  | DIABOLIK LOVERS Bloody Songs -SUPER BESTⅡ- 無神家ver                                    | 無神琉輝（櫻井孝宏）、無神皓（木村良平）、無神悠真、無神梓（岸尾大輔） | 「罠-If You're Diablo-」 | 『DIABOLIK LOVERS』角色歌曲                                |
| 10月28日 | 角色CD「吸血鬼僕人」 Vol.5 椿&貝魯琪雅                                                  | 椿、貝魯琪雅（松岡禎丞） | 「Who is Coming, uninvited | 廣播劇CD『吸血鬼僕人』角色歌曲                             |
| 10月28日 | 角色CD「吸血鬼僕人」 Vol.5 椿&貝魯琪雅                                                  | 椿 | 「Who is Coming, uninvited 〜椿 Solo ver.〜」 | 廣播劇CD『吸血鬼僕人』角色歌曲                             |
| 12月2日  | 角色歌「Dance with Devils」 Vol.6 羅恩                                                  | 羅恩 | 「ワタクシは忠実な犬です。」 | 電視動畫『Dance with Devils』插入曲                        |
| 12月25日 | Dance with Destinies                                                                    | Grimoire all star cast 鉤貫雷姆（齊藤壯馬）、立華林德（羽多野涉）、楚神烏列（近藤隆）、南那城枚吉（木村昴）、棗坂志生（平川大輔）、羅恩                                                                                | 「Crazy about you」 | 電視動畫『Dance with Devils』插入曲                        |
| 2016年   |                                                                                         | | |                                                            |
| 2月10日  | Be My Steady                                                                            | Galaxy Standard （西星學園） ［諏訪治（宮野真守）、黛静馬（平川大輔）、千代松萬太郎（江口拓也）、 妹尾匡、黛遊馬（小野友樹）、奧村楓（豐永利行）                                                                       | 「Be My Steady」 | 電視動畫『疾走王子Alternative』片尾曲                      |
| 2月10日  | Be My Steady                                                                            | Galaxy Standard （西星學園） ［諏訪治（宮野真守）、黛静馬（平川大輔）、千代松萬太郎（江口拓也）、 妹尾匡、黛遊馬（小野友樹）、奧村楓（豐永利行）                                                                       | 「RUSH」 | PSV遊戲『疾走王子』插曲                                    |
| 2月10日  | Be My Steady                                                                            | Galaxy Standard （西星學園） ［諏訪治（宮野真守）、黛静馬（平川大輔）、千代松萬太郎（江口拓也）、 妹尾匡、黛遊馬（小野友樹）、奧村楓（豐永利行）                                                                       | 「You're My Courage」 | PSV遊戲『疾走王子』片尾曲                                  |
| 2月17日  | DIABOLIK LOVERS VERSUS SONG Requiem（2）Bloody Night Vol.V 皓VS悠真                     | 無神皓（木村良平）、無神悠真 | 「DIE IS CAST」 「DIE IS CAST -ユーマ Ver-」 | 『DIABOLIK LOVERS』角色歌曲                                |
| 8月3日   | 青と紅のフォルツァート                                                                  | 駒江 克里斯多福·陽介、霧澤·拓人（宮野真守） | 「青と紅のフォルツァート」 | 電視動畫『Scared Rider Xechs』OP曲                         |
| 2017年   |                                                                                         | | |                                                            |
| 1月11日  | 「歌之王子殿下 真愛Legend Star 1」特典CD                                                | ST☆RISH、QUARTET NIGHT、HE★VENS | 「夢を歌へと…！」 | 電視動畫『歌之王子殿下 真愛Legend Star』插入曲             |
| 2018年   |                                                                                         | | |                                                            |
| 2019年   |                                                                                         | | |                                                            |
| 2020年   |                                                                                         | | |                                                            |
| 2021年   |                                                                                         | | |                                                            |

## 註腳

## 外部連結
- Tatsuhisa Suzuki Official Website （页面存档备份，存于）（日語）
- I'm Enterprise官方個人檔案（日語）
- 鈴木達央的X（前Twitter）
- 鈴木達央的Instagram帳戶